# Campeonato de Primera Nacional 2023
El Campeonato de Primera Nacional «Campeones del Mundo» 2023 fue la trigésima novena edición del certamen, segunda categoría del fútbol argentino, en el que participaron treinta y siete equipos. Comenzó el 3 de febrero y terminó el 2 de diciembre. Las zonas y el cronograma de partidos fueron sorteados el 29 de diciembre de 2022.

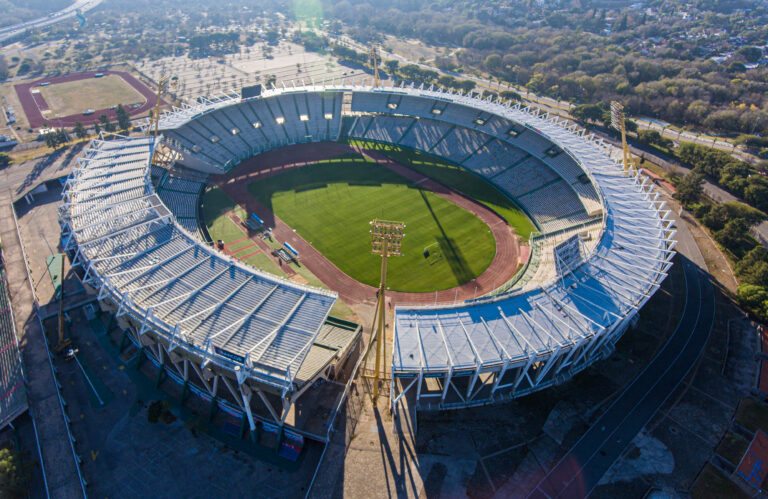
Estadio Mario Alberto Kempes, sede de la final por el título en la que se enfrentaron Independiente Rivadavia y Almirante Brown.

Los nuevos participantes fueron los dos equipos descendidos de la Primera División 2022: Aldosivi, que volvió después de su última participación en la temporada 2017-18; y Patronato, que regresó luego de su última participación en la temporada 2015. A su vez, se agregaron los dos ascendidos de la tercera categoría: el campeón de la Primera B 2022, Defensores Unidos, de la ciudad de Zárate, en su primera participación; y el campeón del Torneo Federal A 2022, Racing, de la ciudad de Córdoba, que recuperó la categoría luego de su última intervención en la edición 2004-05.
Consagró campeón al Club Sportivo Independiente Rivadavia, que ascendió por primera vez a la Primera División. También logró su primer ascenso el Club Deportivo Riestra, ganador del Torneo reducido. Por su parte, descendieron dos equipos a la Primera B, en orden a su afiliación.

## Ascensos y descensos
| Torneo    | Descendidos de la Primera Nacional 2022 |
| --------- | --------------------------------------- |
| Primera B | Sacachispas                             |
| Federal A | Ramón Santamarina                       |

| Torneo    | Ascendidos a la Primera Nacional 2023 |
| --------- | ------------------------------------- |
| Primera B | Defensores Unidos                     |
| Federal A | Racing (C)                            |

| Pos.      | Ascendidos a la Primera División 2023 |
| --------- | ------------------------------------- |
| 1.º       | Belgrano                              |
| Gan. red. | Instituto                             |

| Prom. | Descendidos de la Primera División 2022 |
| ----- | --------------------------------------- |
| 27.º  | Patronato                               |
| 28.º  | Aldosivi                                |

## Equipos participantes
| Equipo                  | Localidad             | Estadio                             | Capacidad |
| ----------------------- | --------------------- | ----------------------------------- | --------- |
| Agropecuario            | Carlos Casares        | Ofelia Rosenzuaig                   | 8000      |
| Aldosivi                | Mar del Plata         | José María Minella                  | 35 180    |
| All Boys                | Buenos Aires          | Islas Malvinas                      | 21 500    |
| Almagro                 | José Ingenieros       | Tres de Febrero                     | 19 000    |
| Almirante Brown         | San Justo             | Fragata Presidente Sarmiento        | 25 000    |
| Alvarado                | Mar del Plata         | José María Minella                  | 35 180    |
| Atlanta                 | Buenos Aires          | Don León Kolbowsky                  | 18 000    |
| Atlético de Rafaela     | Rafaela               | Nuevo Monumental                    | 20 000    |
| Brown                   | Adrogué               | Lorenzo Arandilla                   | 4500      |
| Chacarita Juniors       | Villa Maipú           | Chacarita Juniors                   | 26 530    |
| Chaco For Ever          | Resistencia           | Juan Alberto García                 | 25 000    |
| Defensores de Belgrano  | Buenos Aires          | Juan Pasquale                       | 10 000    |
| Defensores Unidos       | Zárate                | Mario Losinno                       | 6000      |
| Deportivo Madryn        | Puerto Madryn         | Abel Sastre                         | 8000      |
| Deportivo Maipú         | Maipú                 | Omar Higinio Sperdutti              | 8000      |
| Deportivo Morón         | Morón                 | Nuevo Francisco Urbano              | 35 000    |
| Deportivo Riestra       | Buenos Aires          | Guillermo Laza                      | 4000      |
| Estudiantes             | Caseros               | Ciudad de Caseros                   | 16 740    |
| Estudiantes             | Río Cuarto            | Antonio Candini                     | 11 000    |
| Ferro Carril Oeste      | Buenos Aires          | Arquitecto Ricardo Etcheverri       | 24 442    |
| Flandria                | Jáuregui              | Carlos V                            | 5000      |
| Gimnasia y Esgrima      | Jujuy                 | 23 de Agosto                        | 24 000    |
| Gimnasia y Esgrima      | Mendoza               | Víctor Antonio Legrotaglie          | 14 000    |
| Güemes                  | Santiago del Estero   | Arturo Miranda                      | 12 000    |
| Guillermo Brown         | Puerto Madryn         | Raúl Conti                          | 14 500    |
| Independiente Rivadavia | Mendoza               | Bautista Gargantini                 | 24 000    |
| Mitre                   | Santiago del Estero   | Doctores José y Antonio Castiglione | 16 500    |
| Nueva Chicago           | Buenos Aires          | Nueva Chicago                       | 25 000    |
| Patronato               | Paraná                | Presbítero Bartolomé Grella         | 22 000    |
| Quilmes                 | Quilmes               | Centenario Ciudad de Quilmes        | 32 200    |
| Racing                  | Córdoba               | Miguel Sancho                       | 24 000    |
| San Martín              | San Juan              | Ingeniero Hilario Sánchez           | 26 000    |
| San Martín              | San Miguel de Tucumán | La Ciudadela                        | 30 500    |
| San Telmo               | Isla Maciel           | Doctor Osvaldo Baletto              | 10 000    |
| Temperley               | Turdera               | Alfredo Beranger                    | 26 000    |
| Tristán Suárez          | Tristán Suárez        | 20 de Octubre                       | 7500      |
| Villa Dálmine           | Campana               | El Coliseo de Mitre y Puccini       | 11 250    |

### Distribución geográfica de los equipos
| Región                                   | Cant. | Equipos |
| ---------------------------------------- | ----- | --- |
| Conurbano bonaerense                     | 10    | Almagro, Almirante Brown, Brown de Adrogué, Chacarita Juniors, Deportivo Morón, Estudiantes, Quilmes, San Telmo, Temperley y Tristán Suárez. |
| Ciudad de Buenos Aires                   | 6     | All Boys, Atlanta, Defensores de Belgrano, Deportivo Riestra, Ferro Carril Oeste y Nueva Chicago.                                            |
| Interior de la provincia de Buenos Aires | 6     | Agropecuario, Aldosivi, Alvarado, Defensores Unidos, Flandria y Villa Dálmine.                                                               |
| Provincia de Mendoza                     | 3     | Deportivo Maipú, Gimnasia y Esgrima e Independiente Rivadavia                                                                                |
| Provincia del Chubut                     | 2     | Deportivo Madryn y Guillermo Brown |
| Provincia de Córdoba                     | 2     | Estudiantes (RC) y Racing |
| Provincia de Santiago del Estero         | 2     | Güemes y Mitre |
| Provincia del Chaco                      | 1     | Chaco For Ever |
| Provincia de Entre Ríos                  | 1     | Patronato |
| Provincia de Jujuy                       | 1     | Gimnasia y Esgrima |
| Provincia de San Juan                    | 1     | San Martín |
| Provincia de Santa Fe                    | 1     | Atlético de Rafaela |
| Provincia de Tucumán                     | 1     | San Martín |

## Formato

### Ascensos
Los participantes se dividieron en dos zonas, una de diecinueve equipos y otra de dieciocho, que se disputaron mediante el sistema de todos contra todos, a dos ruedas ida y vuelta. Los que ocuparon el primer puesto en ambas se enfrentaron en una final a un solo partido y en cancha neutral, por el título de campeón y el primer ascenso. Hubo un segundo ascenso, que salió de un torneo reducido disputado por eliminación directa por quince equipos: el perdedor de la final, que se integró en la segunda fase, y del segundo al octavo de cada zona.

### Descensos
Los que ocuparon el último puesto de cada zona descendieron a la tercera categoría, en este caso la Primera B, por su afiliación. Estaba reglamentado que los equipos que ocuparan la penúltima posición jugaran un partido para definir un tercer descenso, que luego fue finalmente anulado.

### Clasificación a la Copa Argentina 2024
Los equipos que ocuparon los siete primeros puestos de la tabla de posiciones final de cada una de las zonas y el octavo con mejor promedio clasificaron a los Treintaidosavos de final de la Copa Argentina 2024.

## Zona A

### Tabla de posiciones final
| Pos. | Equipo                 | Pts. | PJ | PG | PE | PP | GF | GC | Dif. |
| ---- | ---------------------- | ---- | -- | -- | -- | -- | -- | -- | ---- |
| 1.º  | Almirante Brown        | 61   | 36 | 17 | 10 | 9  | 36 | 30 | 6    |
| 2.º  | Agropecuario           | 59   | 36 | 17 | 8  | 11 | 46 | 36 | 10   |
| 3.º  | San Martín (T)         | 56   | 36 | 15 | 11 | 10 | 38 | 24 | 14   |
| 4.º  | Estudiantes (RC)       | 55   | 36 | 16 | 7  | 13 | 34 | 32 | 2    |
| 5.º  | Defensores de Belgrano | 53   | 36 | 15 | 8  | 13 | 44 | 35 | 9    |
| 6.º  | Gimnasia y Esgrima (M) | 53   | 36 | 13 | 14 | 9  | 45 | 37 | 8    |
| 7.º  | San Martín (SJ)        | 53   | 36 | 14 | 11 | 11 | 44 | 38 | 6    |
| 8.º  | Temperley              | 53   | 36 | 13 | 14 | 9  | 42 | 38 | 4    |
| 9.º  | Güemes (SdE)           | 53   | 36 | 13 | 14 | 9  | 37 | 34 | 3    |
| 10.º | Deportivo Morón        | 53   | 36 | 14 | 11 | 11 | 38 | 37 | 1    |
| 11.º | Nueva Chicago          | 52   | 36 | 13 | 13 | 10 | 34 | 25 | 9    |
| 12.º | Defensores Unidos      | 47   | 36 | 12 | 11 | 13 | 30 | 31 | −1   |
| 13.º | Alvarado               | 44   | 36 | 10 | 14 | 12 | 35 | 40 | −5   |
| 14.º | Patronato              | 42   | 36 | 11 | 9  | 16 | 39 | 44 | −5   |
| 15.º | All Boys               | 42   | 36 | 10 | 12 | 14 | 31 | 40 | −9   |
| 16.º | Guillermo Brown        | 38   | 36 | 10 | 11 | 15 | 35 | 42 | −7   |
| 17.º | Almagro                | 37   | 36 | 9  | 10 | 17 | 26 | 36 | −10  |
| 18.º | San Telmo              | 37   | 36 | 10 | 7  | 19 | 40 | 52 | −12  |
| 19.º | Flandria               | 34   | 36 | 9  | 7  | 20 | 33 | 56 | −23  |

|  | Ganador. Clasificó a la final por el título de campeón y a la Copa Argentina 2024.                    |
|  | Clasificaron a la primera fase del torneo reducido por el segundo ascenso y a la Copa Argentina 2024. |
|  | Descendió a la Primera B.                                                                             |

| 1. |

#### Evolución de las posiciones

##### Primera rueda
| Equipo / Fecha         | 1    | 2    | 3    | 4    | 5    | 6    | 7    | 8    | 9    | 10   | 11   | 12   | 13   | 14   | 15   | 16   | 17   | 18   | 19   |
| ---------------------- | ---- | ---- | ---- | ---- | ---- | ---- | ---- | ---- | ---- | ---- | ---- | ---- | ---- | ---- | ---- | ---- | ---- | ---- | ---- |
| Agropecuario           | 1.º  | 1.º  | 3.º  | 2.º  | 3.º  | 3.º  | 2.º  | 2.º  | 4.º  | 3.º  | 1.º  | 3.º  | 1.º  | 3.º  | 1.º  | 2.º  | 1.º  | 1.º  | 1.º  |
| All Boys               | 5.º  | 14.º | 15.º | 10.° | 12.° | 12.º | 10.º | 13.º | 14.º | 17.º | 13.º | 14.º | 17.º | 16.º | 18.º | 18.º | 17.º | 15.º | 15.º |
| Almagro                | 1.º  | 7.º  | 11.º | 8.º  | 8.º  | 7.º  | 11.º | 9.º  | 9.º  | 10.º | 14.º | 16.º | 12.º | 14.º | 12.º | 10.º | 11.º | 14.º | 14.º |
| Almirante Brown        | 1.º  | 3.º  | 1.º  | 1.º  | 1.º  | 1.º  | 1.º  | 1.º  | 1.º  | 1.º  | 3.º  | 1.º  | 2.º  | 5.º  | 5.º  | 4.º  | 5.º  | 2.º  | 4.º  |
| Alvarado               | 11.º | 11.º | 12.º | 13.º | 18.º | 16.° | 16.º | 17.º | 17.º | 13.º | 15.º | 13.º | 16.º | 18.º | 17.º | 17.º | 18.º | 18.º | 16.º |
| Defensores de Belgrano | 5.º  | 8.º  | 6.º  | 9.°  | 4.º  | 5.º  | 8.º  | 7.º  | 8.º  | 8.º  | 6.º  | 6.º  | 8.º  | 8.º  | 13.º | 8.º  | 10.º | 13.º | 12.º |
| Defensores Unidos      | 5.º  | 9.º  | 10.º | 5.º  | 5.º  | 2.º  | 4.º  | 3.º  | 3.º  | 2.º  | 4.º  | 2.º  | 3.º  | 2.º  | 4.º  | 6.º  | 6.º  | 3.º  | 5.º  |
| Deportivo Morón        | 15.º | 17.º | 18.º | 19.º | 16.° | 18.º | 19.º | 18.º | 19.º | 19.º | 19.º | 18.º | 18.º | 17.º | 14.º | 9.º  | 13.º | 8.º  | 9.º  |
| Estudiantes (RC)       | 15.º | 18.º | 17.º | 18.º | 15.° | 13.º | 6.º  | 10.º | 6.º  | 7.º  | 10.º | 9.º  | 10.º | 12.º | 8.º  | 12.º | 14.º | 16.º | 18.º |
| Flandria               | -    | 13.º | 12.º | 13.º | 14.° | 9.º  | 13.º | 15.º | 18.º | 15.º | 17.º | 15.º | 9.º  | 11.º | 15.º | 13.º | 15.º | 17.º | 19.º |
| Gimnasia y Esgrima (M) | 5.º  | 6.º  | 7.º  | 6.º  | 10.° | 11.º | 14.º | 12.º | 13.º | 9.º  | 11.º | 11.º | 11.º | 6.º  | 11.º | 7.º  | 7.º  | 7.º  | 6.º  |
| Güemes (SdE)           | 15.º | 19.º | 19.º | 17.º | 17.° | 19.º | 17.º | 11.º | 15.º | 16.º | 12.º | 12.º | 14.º | 10.º | 7.º  | 11.º | 12.º | 12.º | 10.º |
| Guillermo Brown        | 11.º | 4.º  | 4.º  | 4.º  | 11.° | 14.° | 15.º | 16.º | 12.º | 12.º | 8.º  | 8.º  | 13.º | 13.º | 10.º | 16.º | 9.º  | 11.º | 13.º |
| Nueva Chicago          | 5.º  | 12.º | 8.º  | 12.º | 6.º  | 6.º  | 9.º  | 6.º  | 7.º  | 6.º  | 5.º  | 7.º  | 7.º  | 7.º  | 9.º  | 15.º | 8.º  | 9.º  | 8.º  |
| Patronato              | 11.º | 10.º | 16.º | 15.º | 9.°  | 8.º  | 12.º | 14.º | 11.º | 14.º | 16.º | 17.º | 15.º | 15.º | 16.º | 14.º | 16.º | 10.º | 11.º |
| San Martín (SJ)        | 11.º | 16.º | 9.º  | 11.° | 13.° | 15.° | 7.º  | 5.º  | 5.º  | 5.º  | 9.º  | 5.º  | 4.º  | 1.º  | 3.º  | 1.º  | 2.º  | 4.º  | 2.º  |
| San Martín (T)         | 1.º  | 2.º  | 2.º  | 6.º  | 7.º  | 10.º | 5.º  | 8.º  | 10.º | 11.º | 7.º  | 10.º | 6.º  | 9.º  | 6.º  | 5.º  | 3.º  | 5.º  | 3.º  |
| San Telmo              | 15.º | 14.º | 14.º | 16.º | 19.º | 17.º | 18.º | 19.º | 16.º | 18.º | 18.º | 19.º | 19.º | 19.º | 19.º | 19.º | 19.º | 19.º | 17.º |
| Temperley              | 5.º  | 5.º  | 5.º  | 3.º  | 2.º  | 4.º  | 3.º  | 4.º  | 2.º  | 4.º  | 2.º  | 4.º  | 5.º  | 4.º  | 2.º  | 3.º  | 4.º  | 6.º  | 7.º  |

| 1. |

##### Segunda rueda
| Equipo / Fecha         | 20   | 21   | 22   | 23   | 24   | 25   | 26   | 27   | 28   | 29   | 30   | 31   | 32   | 33   | 34   | 35   | 36   | 37   | 38   |
| ---------------------- | ---- | ---- | ---- | ---- | ---- | ---- | ---- | ---- | ---- | ---- | ---- | ---- | ---- | ---- | ---- | ---- | ---- | ---- | ---- |
| Agropecuario           | 1.º  | 1.º  | 1.º  | 1.º  | 1.º  | 2.º  | 2.º  | 2.º  | 2.º  | 2.º  | 2.º  | 3.º  | 5.º  | 3.º  | 3.º  | 2.º  | 1.º  | 1.º  | 2.º  |
| All Boys               | 18.º | 18.º | 18.º | 16.º | 16.º | 14.º | 15.º | 14.º | 15.º | 13.º | 12.º | 12.º | 12.º | 14.º | 14.º | 13.º | 13.º | 13.° | 15.° |
| Almagro                | 15.º | 17.º | 13.º | 15.º | 15.º | 16.º | 17.º | 17.º | 17.º | 17.º | 17.º | 17.º | 17.º | 17.º | 17.º | 17.º | 17.º | 17.° | 17.° |
| Almirante Brown        | 4.º  | 2.º  | 5.º  | 4.º  | 2.º  | 1.º  | 1.º  | 1.º  | 1.º  | 1.º  | 1.º  | 1.º  | 1.º  | 1.º  | 1.º  | 3.º  | 2.º  | 2.º  | 1.º  |
| Alvarado               | 16.º | 12.º | 14.º | 17.º | 13.º | 12.º | 13.º | 15.º | 14.º | 15.º | 15.º | 13.º | 15.º | 15.º | 13.º | 14.º | 15.º | 16.° | 13.° |
| Defensores de Belgrano | 11.º | 10.º | 11.º | 12.º | 11.º | 13.º | 10.º | 7.º  | 10.º | 6.º  | 4.º  | 2.º  | 3.º  | 6.º  | 8.º  | 8.º  | 8.º  | 8.º  | 5.º  |
| Defensores Unidos      | 3.º  | 5.º  | 3.º  | 6.º  | 7.º  | 5.º  | 5.º  | 9.º  | 11.º | 11.º | 11.º | 11.º | 10.º | 11.º | 10.º | 11.º | 12.º | 12.º | 12.° |
| Deportivo Morón        | 9.º  | 7.º  | 7.º  | 3.º  | 5.º  | 3.º  | 3.º  | 3.º  | 3.º  | 3.º  | 6.º  | 5.º  | 2.º  | 4.º  | 4.º  | 6.º  | 6.º  | 6.º  | 10.° |
| Estudiantes (RC)       | 17.º | 15.º | 10.º | 10.º | 10.º | 10.º | 8.º  | 6.º  | 9.º  | 9.º  | 10.º | 8.º  | 11.º | 7.º  | 7.º  | 5.º  | 7.º  | 4.º  | 4.º  |
| Flandria               | 19.º | 19.º | 19.º | 19.º | 18.º | 18.º | 19.º | 19.º | 18.º | 18.º | 18.º | 18.º | 19.º | 19.º | 19.º | 19.º | 19.º | 19.º | 19.º |
| Gimnasia y Esgrima (M) | 7.º  | 4.º  | 6.º  | 2.º  | 4.º  | 8.º  | 9.º  | 11.º | 7.º  | 10.º | 7.º  | 9.º  | 6.º  | 10.º | 9.º  | 10.º | 9.º  | 9.°  | 6.º  |
| Güemes (SdE)           | 14.º | 14.º | 16.º | 13.º | 14.º | 15.º | 14.º | 12.º | 13.º | 14.º | 14.º | 15.º | 14.º | 12.º | 12.º | 12.º | 10.º | 10.° | 9.°  |
| Guillermo Brown        | 12.º | 13.º | 15.º | 14.º | 17.º | 17.º | 16.º | 16.º | 16.º | 16.º | 16.º | 16.º | 16.º | 16.º | 16.º | 15.º | 16.º | 14.° | 16.° |
| Nueva Chicago          | 6.º  | 8.º  | 8.º  | 8.º  | 8.º  | 7.º  | 7.º  | 4.º  | 4.º  | 5.º  | 3.º  | 7.º  | 9.º  | 8.º  | 11.º | 9.º  | 11.º | 11.º | 11.° |
| Patronato              | 10.º | 10.º | 11.º | 11.º | 12.º | 11.º | 12.º | 13.º | 12.º | 12.º | 13.º | 14.º | 13.º | 13.º | 15.º | 16.º | 14.º | 15.° | 14.° |
| San Martín (SJ)        | 2.º  | 6.º  | 4.º  | 7.º  | 3.º  | 6.º  | 6.º  | 10.º | 6.º  | 8.º  | 9.º  | 6.º  | 8.º  | 9.º  | 5.º  | 7.º  | 4.º  | 7.º  | 7.º  |
| San Martín (T)         | 5.º  | 3.º  | 2.º  | 5.º  | 6.º  | 4.º  | 4.º  | 5.º  | 8.º  | 4.º  | 5.º  | 4.º  | 4.º  | 2.º  | 2.º  | 1.º  | 3.º  | 3.º  | 3.º  |
| San Telmo              | 13.º | 16.º | 17.º | 18.º | 19.º | 19.º | 18.º | 18.º | 19.º | 19.º | 19.º | 19.º | 18.º | 18.º | 18.º | 18.º | 18.º | 18.º | 18.º |
| Temperley              | 8.º  | 9.º  | 9.º  | 9.º  | 9.º  | 9.º  | 11.º | 8.º  | 5.º  | 7.º  | 8.º  | 10.º | 7.º  | 5.º  | 6.º  | 4.º  | 5.º  | 5.º  | 8.º  |

| 1. 2. 3. |

### Resultados

#### Primera rueda
| Fecha 1                | Fecha 1   | Fecha 1           | Fecha 1                      | Fecha 1      | Fecha 1 |
| Local                  | Resultado | Visitante         | Estadio                      | Fecha        | Hora    |
| ---------------------- | --------- | ----------------- | ---------------------------- | ------------ | ------- |
| Deportivo Morón        | 0 - 1     | Almagro           | Nuevo Francisco Urbano       | 3 de febrero | 21:10   |
| Estudiantes (RC)       | 0 - 1     | San Martín (T)    | Antonio Candini              | 3 de febrero | 21:30   |
| Patronato              | 0 - 0     | Guillermo Brown   | Pedro Mutio                  | 4 de febrero | 17:00   |
| All Boys               | 1 - 1     | Nueva Chicago     | Islas Malvinas               | 4 de febrero | 17:00   |
| Alvarado               | 0 - 0     | San Martín (SJ)   | José María Minella           | 4 de febrero | 20:45   |
| Defensores de Belgrano | 1 - 1     | Temperley         | Juan Pasquale                | 4 de febrero | 21:20   |
| Gimnasia y Esgrima (M) | 1 - 1     | Defensores Unidos | Víctor Antonio Legrotaglie   | 5 de febrero | 17:00   |
| Almirante Brown        | 1 - 0     | San Telmo         | Fragata Presidente Sarmiento | 5 de febrero | 17:00   |
| Güemes (SdE)           | 0 - 1     | Agropecuario      | Arturo Miranda               | 5 de febrero | 18:00   |
| Libre: Flandria        |           |                   |                              |              |         |

| Fecha 2              | Fecha 2   | Fecha 2                | Fecha 2                   | Fecha 2       | Fecha 2 |
| Local                | Resultado | Visitante              | Estadio                   | Fecha         | Hora    |
| -------------------- | --------- | ---------------------- | ------------------------- | ------------- | ------- |
| Temperley            | 2 - 0     | Estudiantes (RC)       | Alfredo Beranger          | 11 de febrero | 17:00   |
| San Telmo            | 2 - 2     | Defensores de Belgrano | Doctor Osvaldo Baletto    | 11 de febrero | 17:00   |
| Almagro              | 0 - 1     | Almirante Brown        | Tres de Febrero           | 11 de febrero | 17:00   |
| Flandria             | 0 - 0     | Alvarado               | Carlos V                  | 11 de febrero | 17:00   |
| San Martín (T)       | 2 - 1     | All Boys               | La Ciudadela              | 11 de febrero | 19:15   |
| San Martín (SJ)      | 0 - 1     | Gimnasia y Esgrima (M) | Ingeniero Hilario Sánchez | 11 de febrero | 20:00   |
| Guillermo Brown      | 4 - 1     | Güemes (SdE)           | Raúl Conti                | 12 de febrero | 17:00   |
| Defensores Unidos    | 1 - 1     | Patronato              | Gigante de Villa Fox      | 12 de febrero | 17:00   |
| Agropecuario         | 3 - 1     | Deportivo Morón        | Ofelia Rosenzuaig         | 13 de febrero | 21:00   |
| Libre: Nueva Chicago |           |                        |                           |               |         |

| Fecha 3                | Fecha 3   | Fecha 3           | Fecha 3                      | Fecha 3       | Fecha 3 |
| Local                  | Resultado | Visitante         | Estadio                      | Fecha         | Hora    |
| ---------------------- | --------- | ----------------- | ---------------------------- | ------------- | ------- |
| Patronato              | 1 - 2     | San Martín (SJ)   | Pedro Mutio                  | 17 de febrero | 18:00   |
| Estudiantes (RC)       | 2 - 2     | San Telmo         | Antonio Candini              | 17 de febrero | 21:00   |
| All Boys               | 1 - 1     | Temperley         | Islas Malvinas               | 17 de febrero | 21:00   |
| Gimnasia y Esgrima (M) | 0 - 0     | Flandria          | Víctor Antonio Legrotaglie   | 18 de febrero | 20:15   |
| Defensores de Belgrano | 1 - 0     | Almagro           | Juan Pasquale                | 18 de febrero | 21:15   |
| Güemes (SdE)           | 1 - 1     | Defensores Unidos | Arturo Miranda               | 19 de febrero | 19:00   |
| Deportivo Morón        | 0 - 0     | Guillermo Brown   | Nuevo Francisco Urbano       | 19 de febrero | 21:30   |
| Almirante Brown        | 4 - 1     | Agropecuario      | Fragata Presidente Sarmiento | 20 de febrero | 17:00   |
| Nueva Chicago          | 1 - 0     | San Martín (T)    | República de Mataderos       | 20 de febrero | 19:05   |
| Libre: Alvarado        |           |                   |                              |               |         |

| Fecha 4               | Fecha 4   | Fecha 4                | Fecha 4                   | Fecha 4       | Fecha 4 |
| Local                 | Resultado | Visitante              | Estadio                   | Fecha         | Hora    |
| --------------------- | --------- | ---------------------- | ------------------------- | ------------- | ------- |
| San Telmo             | 0 - 1     | All Boys               | Doctor Osvaldo Baletto    | 24 de febrero | 17:00   |
| Almagro               | 1 - 0     | Estudiantes (RC)       | Tres de Febrero           | 25 de febrero | 17:00   |
| Flandria              | 1 - 1     | Patronato              | Carlos V                  | 25 de febrero | 17:00   |
| Temperley             | 1 - 0     | Nueva Chicago          | Alfredo Beranger          | 25 de febrero | 19:05   |
| San Martín (SJ)       | 0 - 0     | Güemes (SdE)           | Ingeniero Hilario Sánchez | 25 de febrero | 20:00   |
| Alvarado              | 1 - 1     | Gimnasia y Esgrima (M) | José María Minella        | 25 de febrero | 20:45   |
| Guillermo Brown       | 0 - 0     | Almirante Brown        | Raúl Conti                | 26 de febrero | 17:00   |
| Defensores Unidos     | 2 - 0     | Deportivo Morón        | Gigante de Villa Fox      | 26 de febrero | 17:00   |
| Agropecuario          | 2 - 1     | Defensores de Belgrano | Ofelia Rosenzuaig         | 27 de febrero | 21:10   |
| Libre: San Martín (T) |           |                        |                           |               |         |

| Fecha 5                       | Fecha 5   | Fecha 5           | Fecha 5                      | Fecha 5    | Fecha 5 |
| Local                         | Resultado | Visitante         | Estadio                      | Fecha      | Hora    |
| ----------------------------- | --------- | ----------------- | ---------------------------- | ---------- | ------- |
| All Boys                      | 0 - 0     | Almagro           | Islas Malvinas               | 3 de marzo | 21:10   |
| Nueva Chicago                 | 2 - 0     | San Telmo         | República de Mataderos       | 4 de marzo | 17:00   |
| Güemes (SdE)                  | 1 - 1     | Flandria          | Arturo Miranda               | 4 de marzo | 18:00   |
| Deportivo Morón               | 1 - 0     | San Martín (SJ)   | Nuevo Francisco Urbano       | 4 de marzo | 21:15   |
| Almirante Brown               | 0 - 0     | Defensores Unidos | Fragata Presidente Sarmiento | 5 de marzo | 17:00   |
| San Martín (T)                | 1 - 1     | Temperley         | La Ciudadela                 | 5 de marzo | 19:15   |
| Estudiantes (RC)              | 2 - 1     | Agropecuario      | Antonio Candini              | 5 de marzo | 20:00   |
| Defensores de Belgrano        | 4 - 1     | Guillermo Brown   | Juan Pasquale                | 6 de marzo | 17:00   |
| Patronato                     | 6 - 0     | Alvarado          | Pedro Mutio                  | 6 de marzo | 18:00   |
| Libre: Gimnasia y Esgrima (M) |           |                   |                              |            |         |

| Fecha 6                | Fecha 6   | Fecha 6                | Fecha 6                    | Fecha 6     | Fecha 6 |
| Local                  | Resultado | Visitante              | Estadio                    | Fecha       | Hora    |
| ---------------------- | --------- | ---------------------- | -------------------------- | ----------- | ------- |
| Defensores Unidos      | 1 - 0     | Defensores de Belgrano | Gigante de Villa Fox       | 11 de marzo | 17:00   |
| Alvarado               | 2 - 1     | Güemes (SdE)           | José María Minella         | 11 de marzo | 19:00   |
| San Martín (SJ)        | 1 - 1     | Almirante Brown        | Ingeniero Hilario Sánchez  | 11 de marzo | 19:00   |
| Agropecuario           | 1 - 1     | All Boys               | Ofelia Rosenzuaig          | 11 de marzo | 20:00   |
| Gimnasia y Esgrima (M) | 0 - 0     | Patronato              | Víctor Antonio Legrotaglie | 11 de marzo | 20:30   |
| Guillermo Brown        | 0 - 1     | Estudiantes (RC)       | Raúl Conti                 | 12 de marzo | 17:00   |
| Flandria               | 2 - 0     | Deportivo Morón        | Carlos V                   | 12 de marzo | 17:00   |
| Almagro                | 0 - 0     | Nueva Chicago          | Tres de Febrero            | 12 de marzo | 19:05   |
| San Telmo              | 2 - 1     | San Martín (T)         | Doctor Osvaldo Baletto     | 13 de marzo | 17:00   |
| Libre: Temperley       |           |                        |                            |             |         |

| Fecha 7                | Fecha 7   | Fecha 7                | Fecha 7                      | Fecha 7     | Fecha 7 |
| Local                  | Resultado | Visitante              | Estadio                      | Fecha       | Hora    |
| ---------------------- | --------- | ---------------------- | ---------------------------- | ----------- | ------- |
| Almirante Brown        | 3 - 1     | Flandria               | Fragata Presidente Sarmiento | 18 de marzo | 15:30   |
| Nueva Chicago          | 0 - 1     | Agropecuario           | Nueva Chicago                | 18 de marzo | 16:00   |
| All Boys               | 1 - 1     | Guillermo Brown        | Islas Malvinas               | 18 de marzo | 19:00   |
| Defensores de Belgrano | 0 - 1     | San Martín (SJ)        | Juan Pasquale                | 19 de marzo | 15:30   |
| Temperley              | 3 - 0     | San Telmo              | Alfredo Beranger             | 19 de marzo | 18:10   |
| Güemes (SdE)           | 1 - 0     | Gimnasia y Esgrima (M) | Arturo Miranda               | 19 de marzo | 19:00   |
| San Martín (T)         | 1 - 0     | Almagro                | La Ciudadela                 | 19 de marzo | 19:15   |
| Estudiantes (RC)       | 1 - 0     | Defensores Unidos      | Antonio Candini              | 19 de marzo | 20:00   |
| Deportivo Morón        | 1 - 1     | Alvarado               | Nuevo Francisco Urbano       | 20 de marzo | 21:10   |
| Libre: Patronato       |           |                        |                              |             |         |

| Fecha 8                | Fecha 8   | Fecha 8                | Fecha 8                     | Fecha 8     | Fecha 8 |
| Local                  | Resultado | Visitante              | Estadio                     | Fecha       | Hora    |
| ---------------------- | --------- | ---------------------- | --------------------------- | ----------- | ------- |
| Flandria               | 1 - 2     | Defensores de Belgrano | Carlos V                    | 25 de marzo | 15:30   |
| Agropecuario           | 0 - 0     | San Martín (T)         | Ofelia Rosenzuaig           | 25 de marzo | 17:00   |
| Patronato              | 1 - 2     | Güemes (SdE)           | Presbítero Bartolomé Grella | 25 de marzo | 18:00   |
| Alvarado               | 0 - 1     | Almirante Brown        | José María Minella          | 25 de marzo | 19:00   |
| Almagro                | 2 - 0     | Temperley              | Tres de Febrero             | 26 de marzo | 15:30   |
| Defensores Unidos      | 3 - 1     | All Boys               | Gigante de Villa Fox        | 26 de marzo | 15:30   |
| Guillermo Brown        | 0 - 2     | Nueva Chicago          | Raúl Conti                  | 26 de marzo | 16:00   |
| Gimnasia y Esgrima (M) | 2 - 2     | Deportivo Morón        | Víctor Antonio Legrotaglie  | 26 de marzo | 17:00   |
| San Martín (SJ)        | 2 - 0     | Estudiantes (RC)       | Ingeniero Hilario Sánchez   | 26 de marzo | 18:00   |
| Libre: San Telmo       |           |                        |                             |             |         |

| Fecha 9                | Fecha 9   | Fecha 9                | Fecha 9                      | Fecha 9     | Fecha 9 |
| Local                  | Resultado | Visitante              | Estadio                      | Fecha       | Hora    |
| ---------------------- | --------- | ---------------------- | ---------------------------- | ----------- | ------- |
| Nueva Chicago          | 0 - 0     | Defensores Unidos      | Nueva Chicago                | 30 de marzo | 16:30   |
| All Boys               | 1 - 1     | San Martín (SJ)        | Islas Malvinas               | 31 de marzo | 15:00   |
| Almirante Brown        | 1 - 1     | Gimnasia y Esgrima (M) | Fragata Presidente Sarmiento | 31 de marzo | 19:00   |
| Temperley              | 2 - 0     | Agropecuario           | Alfredo Beranger             | 31 de marzo | 20:00   |
| Estudiantes (RC)       | 2 - 0     | Flandria               | Antonio Candini              | 31 de marzo | 21:00   |
| San Martín (T)         | 0 - 1     | Guillermo Brown        | La Ciudadela                 | 31 de marzo | 21:30   |
| Defensores de Belgrano | 1 - 1     | Alvarado               | Juan Pasquale                | 1 de abril  | 15:30   |
| San Telmo              | 3 - 2     | Almagro                | Doctor Osvaldo Baletto       | 2 de abril  | 15:30   |
| Deportivo Morón        | 0 - 1     | Patronato              | Nuevo Francisco Urbano       | 2 de abril  | 16:45   |
| Libre: Güemes (SdE)    |           |                        |                              |             |         |

| Fecha 10               | Fecha 10  | Fecha 10               | Fecha 10                    | Fecha 10    | Fecha 10 |
| Local                  | Resultado | Visitante              | Estadio                     | Fecha       | Hora     |
| ---------------------- | --------- | ---------------------- | --------------------------- | ----------- | -------- |
| Flandria               | 2 - 1     | All Boys               | Carlos V                    | 5 de abril  | 15:00    |
| Defensores Unidos      | 1 - 0     | San Martín (T)         | Gigante de Villa Fox        | 5 de abril  | 15:30    |
| Agropecuario           | 2 - 1     | San Telmo              | Ofelia Rosenzuaig           | 5 de abril  | 15:30    |
| Gimnasia y Esgrima (M) | 1 - 0     | Defensores de Belgrano | Víctor Antonio Legrotaglie  | 5 de abril  | 15:30    |
| Guillermo Brown        | 2 - 2     | Temperley              | Raúl Conti                  | 5 de abril  | 16:00    |
| Alvarado               | 2 - 1     | Estudiantes (RC)       | José María Minella          | 5 de abril  | 17:10    |
| Güemes (SdE)           | 0 - 0     | Deportivo Morón        | Arturo Miranda              | 5 de abril  | 19:10    |
| San Martín (SJ)        | 0 - 0     | Nueva Chicago          | Ingeniero Hilario Sánchez   | 5 de abril  | 21:10    |
| Patronato              | 0 - 1     | Almirante Brown        | Presbítero Bartolomé Grella | 14 de junio | 17:10    |
| Libre: Almagro         |           |                        |                             |             |          |

| Fecha 11               | Fecha 11  | Fecha 11               | Fecha 11                     | Fecha 11    | Fecha 11 |
| Local                  | Resultado | Visitante              | Estadio                      | Fecha       | Hora     |
| ---------------------- | --------- | ---------------------- | ---------------------------- | ----------- | -------- |
| Almagro                | 0 - 1     | Agropecuario           | Tres de Febrero              | 8 de abril  | 15:30    |
| All Boys               | 2 - 1     | Alvarado               | Islas Malvinas               | 8 de abril  | 17:00    |
| Almirante Brown        | 0 - 1     | Güemes (SdE)           | Fragata Presidente Sarmiento | 8 de abril  | 19:00    |
| San Martín (T)         | 4 - 1     | San Martín (SJ)        | La Ciudadela                 | 9 de abril  | 16:10    |
| San Telmo              | 1 - 2     | Guillermo Brown        | Doctor Osvaldo Baletto       | 10 de abril | 15:30    |
| Nueva Chicago          | 1 - 0     | Flandria               | Nueva Chicago                | 10 de abril | 17:00    |
| Defensores de Belgrano | 2 - 0     | Patronato              | Juan Pasquale                | 10 de abril | 19:05    |
| Estudiantes (RC)       | 1 - 1     | Gimnasia y Esgrima (M) | Antonio Candini              | 10 de abril | 21:00    |
| Temperley              | 1 - 0     | Defensores Unidos      | Alfredo Beranger             | 10 de abril | 21:10    |
| Libre: Deportivo Morón |           |                        |                              |             |          |

| Fecha 12               | Fecha 12  | Fecha 12               | Fecha 12                    | Fecha 12    | Fecha 12 |
| Local                  | Resultado | Visitante              | Estadio                     | Fecha       | Hora     |
| ---------------------- | --------- | ---------------------- | --------------------------- | ----------- | -------- |
| Patronato              | 1 - 1     | Estudiantes (RC)       | Presbítero Bartolomé Grella | 14 de abril | 21:00    |
| Flandria               | 2 - 1     | San Martín (T)         | Carlos V                    | 15 de abril | 15:30    |
| Deportivo Morón        | 2 - 2     | Almirante Brown        | Nuevo Francisco Urbano      | 15 de abril | 15:30    |
| Guillermo Brown        | 1 - 1     | Almagro                | Raúl Conti                  | 16 de abril | 15:00    |
| Defensores Unidos      | 3 - 2     | San Telmo              | Gigante de Villa Fox        | 16 de abril | 15:30    |
| Güemes (SdE)           | 0 - 0     | Defensores de Belgrano | Arturo Miranda              | 16 de abril | 15:30    |
| Alvarado               | 1 - 0     | Nueva Chicago          | José María Minella          | 16 de abril | 16:00    |
| Gimnasia y Esgrima (M) | 0 - 0     | All Boys               | Víctor Antonio Legrotaglie  | 16 de abril | 16:00    |
| San Martín (SJ)        | 3 - 1     | Temperley              | Ingeniero Hilario Sánchez   | 16 de abril | 17:00    |
| Libre: Agropecuario    |           |                        |                             |             |          |

| Fecha 13               | Fecha 13  | Fecha 13               | Fecha 13               | Fecha 13    | Fecha 13 |
| Local                  | Resultado | Visitante              | Estadio                | Fecha       | Hora     |
| ---------------------- | --------- | ---------------------- | ---------------------- | ----------- | -------- |
| Estudiantes (RC)       | 1 - 1     | Güemes (SdE)           | Antonio Candini        | 21 de abril | 20:10    |
| Nueva Chicago          | 2 - 2     | Gimnasia y Esgrima (M) | Nueva Chicago          | 22 de abril | 15:30    |
| Agropecuario           | 1 - 0     | Guillermo Brown        | Ofelia Rosenzuaig      | 22 de abril | 15:30    |
| All Boys               | 0 - 1     | Patronato              | Islas Malvinas         | 22 de abril | 21:40    |
| San Telmo              | 0 - 2     | San Martín (SJ)        | Doctor Osvaldo Baletto | 23 de abril | 15:30    |
| Almagro                | 1 - 0     | Defensores Unidos      | Tres de Febrero        | 23 de abril | 15:30    |
| Defensores de Belgrano | 0 - 1     | Deportivo Morón        | Juan Pasquale          | 24 de abril | 15:30    |
| Temperley              | 0 - 2     | Flandria               | Alfredo Beranger       | 24 de abril | 20:40    |
| San Martín (T)         | 2 - 0     | Alvarado               | La Ciudadela           | 24 de abril | 21:10    |
| Libre: Almirante Brown |           |                        |                        |             |          |

| Fecha 14               | Fecha 14  | Fecha 14               | Fecha 14                     | Fecha 14    | Fecha 14 |
| Local                  | Resultado | Visitante              | Estadio                      | Fecha       | Hora     |
| ---------------------- | --------- | ---------------------- | ---------------------------- | ----------- | -------- |
| Defensores Unidos      | 2 - 0     | Agropecuario           | Gigante de Villa Fox         | 29 de abril | 15:30    |
| Flandria               | 1 - 4     | San Telmo              | Carlos V                     | 30 de abril | 15:30    |
| Almirante Brown        | 0 - 0     | Defensores de Belgrano | Fragata Presidente Sarmiento | 30 de abril | 15:45    |
| Alvarado               | 0 - 1     | Temperley              | José María Minella           | 30 de abril | 16:00    |
| Gimnasia y Esgrima (M) | 1 - 0     | San Martín (T)         | Víctor Antonio Legrotaglie   | 30 de abril | 16:00    |
| Deportivo Morón        | 2 - 0     | Estudiantes (RC)       | Nuevo Francisco Urbano       | 30 de abril | 16:40    |
| San Martín (SJ)        | 3 - 0     | Almagro                | Ingeniero Hilario Sánchez    | 30 de abril | 17:00    |
| Güemes (SdE)           | 1 - 1     | All Boys               | Arturo Miranda               | 30 de abril | 17:00    |
| Patronato              | 0 - 0     | Nueva Chicago          | Presbítero Bartolomé Grella  | 30 de abril | 18:00    |
| Libre: Guillermo Brown |           |                        |                              |             |          |

| Fecha 15                      | Fecha 15  | Fecha 15               | Fecha 15               | Fecha 15  | Fecha 15 |
| Local                         | Resultado | Visitante              | Estadio                | Fecha     | Hora     |
| ----------------------------- | --------- | ---------------------- | ---------------------- | --------- | -------- |
| Almagro                       | 3 - 1     | Flandria               | Tres de Febrero        | 5 de mayo | 15:30    |
| All Boys                      | 0 - 2     | Deportivo Morón        | Islas Malvinas         | 5 de mayo | 21:10    |
| Nueva Chicago                 | 1 - 2     | Güemes (SdE)           | Nueva Chicago          | 6 de mayo | 14:00    |
| San Telmo                     | 1 - 1     | Alvarado               | Doctor Osvaldo Baletto | 6 de mayo | 15:30    |
| Agropecuario                  | 4 - 1     | San Martín (SJ)        | Ofelia Rosenzuaig      | 6 de mayo | 15:30    |
| Estudiantes (RC)              | 2 - 0     | Almirante Brown        | Antonio Candini        | 6 de mayo | 19:40    |
| Temperley                     | 1 - 0     | Gimnasia y Esgrima (M) | Alfredo Beranger       | 7 de mayo | 15:00    |
| Guillermo Brown               | 3 - 0     | Defensores Unidos      | Raúl Conti             | 7 de mayo | 15:00    |
| San Martín (T)                | 2 - 0     | Patronato              | La Ciudadela           | 7 de mayo | 21:00    |
| Libre: Defensores de Belgrano |           |                        |                        |           |          |

| Fecha 16                 | Fecha 16  | Fecha 16         | Fecha 16                     | Fecha 16   | Fecha 16 |
| Local                    | Resultado | Visitante        | Estadio                      | Fecha      | Hora     |
| ------------------------ | --------- | ---------------- | ---------------------------- | ---------- | -------- |
| Deportivo Morón          | 1 - 0     | Nueva Chicago    | Nuevo Francisco Urbano       | 13 de mayo | 13:45    |
| Gimnasia y Esgrima (M)   | 2 - 1     | San Telmo        | Víctor Antonio Legrotaglie   | 13 de mayo | 15:30    |
| Defensores de Belgrano   | 1 - 0     | Estudiantes (RC) | Juan Pasquale                | 13 de mayo | 15:30    |
| Patronato                | 3 - 1     | Temperley        | Presbítero Bartolomé Grella  | 13 de mayo | 17:55    |
| Almirante Brown          | 3 - 0     | All Boys         | Fragata Presidente Sarmiento | 13 de mayo | 18:10    |
| Flandria                 | 2 - 1     | Agropecuario     | Carlos V                     | 14 de mayo | 15:30    |
| Alvarado                 | 0 - 0     | Almagro          | José María Minella           | 14 de mayo | 16:30    |
| Güemes (SdE)             | 0 - 1     | San Martín (T)   | Arturo Miranda               | 15 de mayo | 19:00    |
| San Martín (SJ)          | 2 - 1     | Guillermo Brown  | Ingeniero Hilario Sánchez    | 15 de mayo | 21:00    |
| Libre: Defensores Unidos |           |                  |                              |            |          |

| Fecha 17                | Fecha 17  | Fecha 17               | Fecha 17               | Fecha 17   | Fecha 17 |
| Local                   | Resultado | Visitante              | Estadio                | Fecha      | Hora     |
| ----------------------- | --------- | ---------------------- | ---------------------- | ---------- | -------- |
| Nueva Chicago           | 3 - 0     | Almirante Brown        | Nueva Chicago          | 20 de mayo | 11:00    |
| Temperley               | 3 - 3     | Güemes (SdE)           | Alfredo Beranger       | 20 de mayo | 14:00    |
| San Telmo               | 3 - 1     | Patronato              | Doctor Osvaldo Baletto | 20 de mayo | 14:00    |
| Almagro                 | 0 - 0     | Gimnasia y Esgrima (M) | Tres de Febrero        | 20 de mayo | 14:00    |
| Agropecuario            | 3 - 1     | Alvarado               | Ofelia Rosenzuaig      | 20 de mayo | 14:00    |
| Defensores Unidos       | 0 - 0     | San Martín (SJ)        | Gigante de Villa Fox   | 20 de mayo | 14:00    |
| Guillermo Brown         | 3 - 1     | Flandria               | Raúl Conti             | 21 de mayo | 15:00    |
| San Martín (T)          | 2 - 0     | Deportivo Morón        | La Ciudadela           | 21 de mayo | 16:00    |
| All Boys                | 2 - 1     | Defensores de Belgrano | Islas Malvinas         | 22 de mayo | 21:10    |
| Libre: Estudiantes (RC) |           |                        |                        |            |          |

| Fecha 18               | Fecha 18  | Fecha 18          | Fecha 18                     | Fecha 18   | Fecha 18 |
| Local                  | Resultado | Visitante         | Estadio                      | Fecha      | Hora     |
| ---------------------- | --------- | ----------------- | ---------------------------- | ---------- | -------- |
| Gimnasia y Esgrima (M) | 2 - 1     | Agropecuario      | Víctor Antonio Legrotaglie   | 26 de mayo | 15:30    |
| Estudiantes (RC)       | 1 - 2     | All Boys          | Antonio Candini              | 26 de mayo | 21:30    |
| Güemes (SdE)           | 1 - 1     | San Telmo         | Arturo Miranda               | 27 de mayo | 15:30    |
| Almirante Brown        | 1 - 0     | San Martín (T)    | Fragata Presidente Sarmiento | 27 de mayo | 17:05    |
| Deportivo Morón        | 2 - 0     | Temperley         | Nuevo Francisco Urbano       | 27 de mayo | 19:10    |
| Flandria               | 0 - 2     | Defensores Unidos | Carlos V                     | 28 de mayo | 15:30    |
| Patronato              | 1 - 0     | Almagro           | Presbítero Bartolomé Grella  | 28 de mayo | 16:00    |
| Alvarado               | 2 - 0     | Guillermo Brown   | José María Minella           | 28 de mayo | 16:30    |
| Defensores de Belgrano | 0 - 0     | Nueva Chicago     | Juan Pasquale                | 30 de mayo | 21:05    |
| Libre: San Martín (SJ) |           |                   |                              |            |          |

| Fecha 19          | Fecha 19  | Fecha 19               | Fecha 19                  | Fecha 19   | Fecha 19 |
| Local             | Resultado | Visitante              | Estadio                   | Fecha      | Hora     |
| ----------------- | --------- | ---------------------- | ------------------------- | ---------- | -------- |
| Almagro           | 1 - 1     | Güemes (SdE)           | Tres de Febrero           | 3 de junio | 15:00    |
| Agropecuario      | 2 - 1     | Patronato              | Ofelia Rosenzuaig         | 3 de junio | 15:30    |
| Temperley         | 1 - 1     | Almirante Brown        | Alfredo Beranger          | 3 de junio | 21:00    |
| Nueva Chicago     | 2 - 0     | Estudiantes (RC)       | Nueva Chicago             | 4 de junio | 12:00    |
| San Telmo         | 2 - 1     | Deportivo Morón        | Doctor Osvaldo Baletto    | 4 de junio | 15:00    |
| Guillermo Brown   | 1 - 2     | Gimnasia y Esgrima (M) | Raúl Conti                | 4 de junio | 15:00    |
| Defensores Unidos | 0 - 0     | Alvarado               | Gigante de Villa Fox      | 4 de junio | 15:30    |
| San Martín (SJ)   | 2 - 0     | Flandria               | Ingeniero Hilario Sánchez | 4 de junio | 17:00    |
| San Martín (T)    | 3 - 1     | Defensores de Belgrano | La Ciudadela              | 4 de junio | 20:10    |
| Libre: All Boys   |           |                        |                           |            |          |

| 1. |

#### Segunda rueda
| Fecha 20          | Fecha 20  | Fecha 20               | Fecha 20                  | Fecha 20    | Fecha 20 |
| Local             | Resultado | Visitante              | Estadio                   | Fecha       | Hora     |
| ----------------- | --------- | ---------------------- | ------------------------- | ----------- | -------- |
| San Martín (T)    | 0 - 0     | Estudiantes (RC)       | La Ciudadela              | 8 de junio  | 20:10    |
| Nueva Chicago     | 2 - 0     | All Boys               | Nueva Chicago             | 9 de junio  | 19:00    |
| San Martín (SJ)   | 1 - 1     | Alvarado               | Ingeniero Hilario Sánchez | 9 de junio  | 21:30    |
| San Telmo         | 3 - 1     | Almirante Brown        | Doctor Osvaldo Baletto    | 10 de junio | 14:35    |
| Guillermo Brown   | 0 - 0     | Patronato              | Raúl Conti                | 10 de junio | 15:00    |
| Defensores Unidos | 1 - 0     | Gimnasia y Esgrima (M) | Gigante de Villa Fox      | 10 de junio | 15:30    |
| Agropecuario      | 1 - 0     | Güemes (SdE)           | Ofelia Rosenzuaig         | 10 de junio | 15:30    |
| Almagro           | 0 - 1     | Deportivo Morón        | Tres de Febrero           | 10 de junio | 15:30    |
| Temperley         | 1 - 1     | Defensores de Belgrano | Alfredo Beranger          | 10 de junio | 16:35    |
| Libre: Flandria   |           |                        |                           |             |          |

| Fecha 21               | Fecha 21  | Fecha 21          | Fecha 21                     | Fecha 21    | Fecha 21 |
| Local                  | Resultado | Visitante         | Estadio                      | Fecha       | Hora     |
| ---------------------- | --------- | ----------------- | ---------------------------- | ----------- | -------- |
| Estudiantes (RC)       | 1 - 0     | Temperley         | Antonio Candini              | 16 de junio | 20:05    |
| Deportivo Morón        | 2 - 1     | Agropecuario      | Nuevo Francisco Urbano       | 17 de junio | 19:00    |
| Alvarado               | 2 - 0     | Flandria          | José María Minella           | 17 de junio | 19:00    |
| Patronato              | 1 - 0     | Defensores Unidos | Presbítero Bartolomé Grella  | 18 de junio | 13:10    |
| Defensores de Belgrano | 2 - 0     | San Telmo         | Juan Pasquale                | 18 de junio | 15:00    |
| Gimnasia y Esgrima (M) | 2 - 0     | San Martín (SJ)   | Víctor Antonio Legrotaglie   | 18 de junio | 15:10    |
| Güemes (SdE)           | 1 - 1     | Guillermo Brown   | Arturo Miranda               | 18 de junio | 15:30    |
| All Boys               | 0 - 1     | San Martín (T)    | Islas Malvinas               | 18 de junio | 19:10    |
| Almirante Brown        | 1 - 0     | Almagro           | Fragata Presidente Sarmiento | 19 de junio | 15:00    |
| Libre: Nueva Chicago   |           |                   |                              |             |          |

| Fecha 22          | Fecha 22  | Fecha 22               | Fecha 22                  | Fecha 22    | Fecha 22 |
| Local             | Resultado | Visitante              | Estadio                   | Fecha       | Hora     |
| ----------------- | --------- | ---------------------- | ------------------------- | ----------- | -------- |
| Defensores Unidos | 1 - 0     | Güemes (SdE)           | Gigante de Villa Fox      | 23 de junio | 15:30    |
| Almagro           | 2 - 1     | Defensores de Belgrano | Tres de Febrero           | 24 de junio | 15:00    |
| Agropecuario      | 4 - 0     | Almirante Brown        | Ofelia Rosenzuaig         | 24 de junio | 15:10    |
| San Telmo         | 0 - 1     | Estudiantes (RC)       | Doctor Osvaldo Baletto    | 24 de junio | 15:30    |
| San Martín (SJ)   | 2 - 1     | Patronato              | Ingeniero Hilario Sánchez | 24 de junio | 16:30    |
| Temperley         | 1 - 1     | All Boys               | Alfredo Beranger          | 24 de junio | 18:10    |
| Guillermo Brown   | 0 - 2     | Deportivo Morón        | Raúl Conti                | 25 de junio | 15:00    |
| San Martín (T)    | 1 - 1     | Nueva Chicago          | La Ciudadela              | 25 de junio | 15:10    |
| Flandria          | 1 - 1     | Gimnasia y Esgrima (M) | Carlos V                  | 26 de junio | 15:30    |
| Libre: Alvarado   |           |                        |                           |             |          |

| Fecha 23               | Fecha 23  | Fecha 23          | Fecha 23                     | Fecha 23    | Fecha 23 |
| Local                  | Resultado | Visitante         | Estadio                      | Fecha       | Hora     |
| ---------------------- | --------- | ----------------- | ---------------------------- | ----------- | -------- |
| Güemes (SdE)           | 4 - 0     | San Martín (SJ)   | Arturo Miranda               | 30 de junio | 21:00    |
| Almirante Brown        | 0 - 0     | Guillermo Brown   | Fragata Presidente Sarmiento | 1 de julio  | 17:05    |
| Nueva Chicago          | 0 - 0     | Temperley         | Nueva Chicago                | 1 de julio  | 18:00    |
| Deportivo Morón        | 1 - 0     | Defensores Unidos | Nuevo Francisco Urbano       | 1 de julio  | 20:00    |
| Gimnasia y Esgrima (M) | 3 - 1     | Alvarado          | Víctor Antonio Legrotaglie   | 2 de julio  | 15:30    |
| Estudiantes (RC)       | 1 - 0     | Almagro           | Antonio Candini              | 2 de julio  | 17:00    |
| Patronato              | 3 - 1     | Flandria          | Presbítero Bartolomé Grella  | 2 de julio  | 17:00    |
| Defensores de Belgrano | 1 - 0     | Agropecuario      | Juan Pasquale                | 2 de julio  | 17:10    |
| All Boys               | 1 - 0     | San Telmo         | Islas Malvinas               | 3 de julio  | 21:10    |
| Libre: San Martín (T)  |           |                   |                              |             |          |

| Fecha 24                      | Fecha 24  | Fecha 24               | Fecha 24                  | Fecha 24   | Fecha 24 |
| Local                         | Resultado | Visitante              | Estadio                   | Fecha      | Hora     |
| ----------------------------- | --------- | ---------------------- | ------------------------- | ---------- | -------- |
| Agropecuario                  | 0 - 0     | Estudiantes (RC)       | Ofelia Rosenzuaig         | 8 de julio | 15:00    |
| Almagro                       | 0 - 0     | All Boys               | Tres de Febrero           | 8 de julio | 15:00    |
| Temperley                     | 1 - 0     | San Martín (T)         | Alfredo Beranger          | 8 de julio | 15:10    |
| San Telmo                     | 0 - 2     | Nueva Chicago          | Doctor Osvaldo Baletto    | 8 de julio | 15:30    |
| Alvarado                      | 2 - 0     | Patronato              | José María Minella        | 8 de julio | 16:00    |
| San Martín (SJ)               | 4 - 0     | Deportivo Morón        | Ingeniero Hilario Sánchez | 8 de julio | 17:30    |
| Defensores Unidos             | 0 - 1     | Almirante Brown        | Gigante de Villa Fox      | 9 de julio | 14:30    |
| Flandria                      | 3 - 1     | Güemes (SdE)           | Carlos V                  | 9 de julio | 15:00    |
| Guillermo Brown               | 0 - 1 (W) | Defensores de Belgrano | Raúl Conti                | 9 de julio | 15:00    |
| Libre: Gimnasia y Esgrima (M) |           |                        |                           |            |          |

| Fecha 25               | Fecha 25  | Fecha 25               | Fecha 25                     | Fecha 25    | Fecha 25 |
| Local                  | Resultado | Visitante              | Estadio                      | Fecha       | Hora     |
| ---------------------- | --------- | ---------------------- | ---------------------------- | ----------- | -------- |
| Nueva Chicago          | 2 - 0     | Almagro                | Nueva Chicago                | 14 de julio | 15:30    |
| Güemes (SdE)           | 0 - 2     | Alvarado               | Arturo Miranda               | 14 de julio | 21:00    |
| San Martín (T)         | 1 - 0     | San Telmo              | La Ciudadela                 | 14 de julio | 21:10    |
| Almirante Brown        | 2 - 1     | San Martín (SJ)        | Fragata Presidente Sarmiento | 15 de julio | 15:30    |
| Patronato              | 1 - 0     | Gimnasia y Esgrima (M) | Presbítero Bartolomé Grella  | 15 de julio | 16:00    |
| All Boys               | 2 - 0     | Agropecuario           | Islas Malvinas               | 16 de julio | 13:40    |
| Deportivo Morón        | 2 - 1     | Flandria               | Nuevo Francisco Urbano       | 16 de julio | 15:00    |
| Estudiantes (RC)       | 1 - 0     | Guillermo Brown        | Antonio Candini              | 16 de julio | 17:00    |
| Defensores de Belgrano | 1 - 2     | Defensores Unidos      | Juan Pasquale                | 17 de julio | 15:00    |
| Libre: Temperley       |           |                        |                              |             |          |

| Fecha 26               | Fecha 26  | Fecha 26               | Fecha 26                   | Fecha 26    | Fecha 26 |
| Local                  | Resultado | Visitante              | Estadio                    | Fecha       | Hora     |
| ---------------------- | --------- | ---------------------- | -------------------------- | ----------- | -------- |
| Guillermo Brown        | 2 - 1     | All Boys               | Raúl Conti                 | 22 de julio | 11:00    |
| San Telmo              | 0 - 0     | Temperley              | Doctor Osvaldo Baletto     | 22 de julio | 12:10    |
| Defensores Unidos      | 0 - 1     | Estudiantes (RC)       | Gigante de Villa Fox       | 22 de julio | 15:00    |
| Agropecuario           | 2 - 1     | Nueva Chicago          | Ofelia Rosenzuaig          | 22 de julio | 15:10    |
| Alvarado               | 0 - 2     | Deportivo Morón        | José María Minella         | 22 de julio | 18:10    |
| Flandria               | 0 - 2     | Almirante Brown        | Carlos V                   | 23 de julio | 15:05    |
| Gimnasia y Esgrima (M) | 0 - 1     | Güemes (SdE)           | Víctor Antonio Legrotaglie | 23 de julio | 15:30    |
| Almagro                | 0 - 0     | San Martín (T)         | Tres de Febrero            | 23 de julio | 17:10    |
| San Martín (SJ)        | 1 - 3     | Defensores de Belgrano | Ingeniero Hilario Sánchez  | 24 de julio | 21:15    |
| Libre: Patronato       |           |                        |                            |             |          |

| Fecha 27               | Fecha 27  | Fecha 27               | Fecha 27                     | Fecha 27    | Fecha 27 |
| Local                  | Resultado | Visitante              | Estadio                      | Fecha       | Hora     |
| ---------------------- | --------- | ---------------------- | ---------------------------- | ----------- | -------- |
| Estudiantes (RC)       | 3 - 2     | San Martín (SJ)        | Antonio Candini              | 29 de julio | 13:30    |
| Nueva Chicago          | 3 - 2     | Guillermo Brown        | Nueva Chicago                | 29 de julio | 14:10    |
| Temperley              | 3 - 1     | Almagro                | Alfredo Beranger             | 29 de julio | 15:30    |
| Deportivo Morón        | 2 - 2     | Gimnasia y Esgrima (M) | Nuevo Francisco Urbano       | 29 de julio | 15:30    |
| Almirante Brown        | 1 - 0     | Alvarado               | Fragata Presidente Sarmiento | 29 de julio | 20:30    |
| Güemes (SdE)           | 1 - 0     | Patronato              | Arturo Miranda               | 30 de julio | 15:30    |
| San Martín (T)         | 1 - 1     | Agropecuario           | La Ciudadela                 | 30 de julio | 20:00    |
| Defensores de Belgrano | 4 - 2     | Flandria               | Juan Pasquale                | 31 de julio | 15:00    |
| All Boys               | 1 - 0     | Defensores Unidos      | Islas Malvinas               | 31 de julio | 21:10    |
| Libre: San Telmo       |           |                        |                              |             |          |

| Fecha 28               | Fecha 28  | Fecha 28               | Fecha 28                    | Fecha 28    | Fecha 28 |
| Local                  | Resultado | Visitante              | Estadio                     | Fecha       | Hora     |
| ---------------------- | --------- | ---------------------- | --------------------------- | ----------- | -------- |
| Almagro                | 2 - 0     | San Telmo              | Tres de Febrero             | 5 de agosto | 15:00    |
| Alvarado               | 0 - 0     | Defensores de Belgrano | José María Minella          | 5 de agosto | 20:10    |
| Guillermo Brown        | 3 - 0     | San Martín (T)         | Raúl Conti                  | 6 de agosto | 14:00    |
| Defensores Unidos      | 0 - 0     | Nueva Chicago          | Gigante de Villa Fox        | 6 de agosto | 15:05    |
| San Martín (SJ)        | 2 - 0     | All Boys               | Ingeniero Hilario Sánchez   | 6 de agosto | 16:30    |
| Patronato              | 3 - 2     | Deportivo Morón        | Presbítero Bartolomé Grella | 6 de agosto | 19:10    |
| Flandria               | 1 - 0     | Estudiantes (RC)       | Carlos V                    | 7 de agosto | 15:30    |
| Agropecuario           | 1 - 3     | Temperley              | Ofelia Rosenzuaig           | 7 de agosto | 15:30    |
| Gimnasia y Esgrima (M) | 4 - 1     | Almirante Brown        | Víctor Antonio Legrotaglie  | 7 de agosto | 21:10    |
| Libre: Güemes (SdE)    |           |                        |                             |             |          |

| Fecha 29               | Fecha 29  | Fecha 29               | Fecha 29                     | Fecha 29     | Fecha 29 |
| Local                  | Resultado | Visitante              | Estadio                      | Fecha        | Hora     |
| ---------------------- | --------- | ---------------------- | ---------------------------- | ------------ | -------- |
| Estudiantes (RC)       | 1 - 1     | Alvarado               | Antonio Candini              | 15 de agosto | 13:30    |
| San Telmo              | 0 - 1     | Agropecuario           | Doctor Osvaldo Baletto       | 15 de agosto | 15:00    |
| Defensores de Belgrano | 1 - 0     | Gimnasia y Esgrima (M) | Juan Pasquale                | 15 de agosto | 19:05    |
| Almirante Brown        | 2 - 0     | Patronato              | Fragata Presidente Sarmiento | 15 de agosto | 19:10    |
| Temperley              | 0 - 0     | Guillermo Brown        | Alfredo Beranger             | 15 de agosto | 20:00    |
| All Boys               | 1 - 0     | Flandria               | Islas Malvinas               | 15 de agosto | 20:00    |
| Nueva Chicago          | 0 - 0     | San Martín (SJ)        | Nueva Chicago                | 16 de agosto | 15:30    |
| San Martín (T)         | 1 - 0     | Defensores Unidos      | La Ciudadela                 | 16 de agosto | 17:00    |
| Deportivo Morón        | 1 - 1     | Güemes (SdE)           | Nuevo Francisco Urbano       | 16 de agosto | 17:30    |
| Libre: Almagro         |           |                        |                              |              |          |

| Fecha 30               | Fecha 30  | Fecha 30               | Fecha 30                    | Fecha 30     | Fecha 30 |
| Local                  | Resultado | Visitante              | Estadio                     | Fecha        | Hora     |
| ---------------------- | --------- | ---------------------- | --------------------------- | ------------ | -------- |
| Agropecuario           | 1 - 1     | Almagro                | Ofelia Rosenzuaig           | 20 de agosto | 14:00    |
| Guillermo Brown        | 1 - 1     | San Telmo              | Raúl Conti                  | 20 de agosto | 15:00    |
| Alvarado               | 0 - 0     | All Boys               | José María Minella          | 20 de agosto | 15:30    |
| Patronato              | 1 - 2     | Defensores de Belgrano | Presbítero Bartolomé Grella | 20 de agosto | 17:50    |
| Defensores Unidos      | 1 - 1     | Temperley              | Gigante de Villa Fox        | 21 de agosto | 15:00    |
| Flandria               | 0 - 1     | Nueva Chicago          | Carlos V                    | 21 de agosto | 15:30    |
| San Martín (SJ)        | 0 - 0     | San Martín (T)         | Ingeniero Hilario Sánchez   | 21 de agosto | 16:30    |
| Gimnasia y Esgrima (M) | 1 - 0     | Estudiantes (RC)       | Víctor Antonio Legrotaglie  | 21 de agosto | 20:45    |
| Güemes (SdE)           | 0 - 0     | Almirante Brown        | Arturo Miranda              | 21 de agosto | 21:10    |
| Libre: Deportivo Morón |           |                        |                             |              |          |

| Fecha 31               | Fecha 31  | Fecha 31               | Fecha 31                     | Fecha 31     | Fecha 31 |
| Local                  | Resultado | Visitante              | Estadio                      | Fecha        | Hora     |
| ---------------------- | --------- | ---------------------- | ---------------------------- | ------------ | -------- |
| Temperley              | 0 - 1     | San Martín (SJ)        | Alfredo Beranger             | 25 de agosto | 20:00    |
| San Telmo              | 1 - 1     | Defensores Unidos      | Doctor Osvaldo Baletto       | 26 de agosto | 15:00    |
| Defensores de Belgrano | 4 - 1     | Güemes (SdE)           | Juan Pasquale                | 26 de agosto | 15:30    |
| Nueva Chicago          | 1 - 4     | Alvarado               | Nueva Chicago                | 26 de agosto | 16:00    |
| Estudiantes (RC)       | 2 - 1     | Patronato              | Antonio Candini              | 26 de agosto | 19:00    |
| San Martín (T)         | 2 - 0     | Flandria               | La Ciudadela                 | 26 de agosto | 21:00    |
| Almirante Brown        | 0 - 1     | Deportivo Morón        | Fragata Presidente Sarmiento | 27 de agosto | 13:10    |
| Almagro                | 2 - 0     | Guillermo Brown        | Tres de Febrero              | 27 de agosto | 15:00    |
| All Boys               | 3 - 1     | Gimnasia y Esgrima (M) | Islas Malvinas               | 28 de agosto | 21:10    |
| Libre: Agropecuario    |           |                        |                              |              |          |

| Fecha 32               | Fecha 32  | Fecha 32               | Fecha 32                    | Fecha 32        | Fecha 32 |
| Local                  | Resultado | Visitante              | Estadio                     | Fecha           | Hora     |
| ---------------------- | --------- | ---------------------- | --------------------------- | --------------- | -------- |
| Defensores Unidos      | 1 - 0     | Almagro                | Gigante de Villa Fox        | 2 de septiembre | 15:00    |
| Güemes (SdE)           | 1 - 0     | Estudiantes (RC)       | Arturo Miranda              | 2 de septiembre | 15:30    |
| Patronato              | 3 - 2     | All Boys               | Presbítero Bartolomé Grella | 2 de septiembre | 17:10    |
| Alvarado               | 1 - 1     | San Martín (T)         | José María Minella          | 3 de septiembre | 15:10    |
| Flandria               | 2 - 3     | Temperley              | Carlos V                    | 3 de septiembre | 15:30    |
| Guillermo Brown        | 1 - 0     | Agropecuario           | Raúl Conti                  | 3 de septiembre | 15:30    |
| San Martín (SJ)        | 1 - 2     | San Telmo              | Ingeniero Hilario Sánchez   | 3 de septiembre | 19:00    |
| Deportivo Morón        | 3 - 2     | Defensores de Belgrano | Nuevo Francisco Urbano      | 4 de septiembre | 15:00    |
| Gimnasia y Esgrima (M) | 2 - 1     | Nueva Chicago          | Víctor Antonio Legrotaglie  | 4 de septiembre | 21:10    |
| Libre: Almirante Brown |           |                        |                             |                 |          |

| Fecha 33               | Fecha 33  | Fecha 33               | Fecha 33               | Fecha 33         | Fecha 33 |
| Local                  | Resultado | Visitante              | Estadio                | Fecha            | Hora     |
| ---------------------- | --------- | ---------------------- | ---------------------- | ---------------- | -------- |
| Temperley              | 2 - 1     | Alvarado               | Alfredo Beranger       | 9 de septiembre  | 17:40    |
| San Martín (T)         | 4 - 0     | Gimnasia y Esgrima (M) | La Ciudadela           | 9 de septiembre  | 21:10    |
| San Telmo              | 2 - 1     | Flandria               | Doctor Osvaldo Baletto | 10 de septiembre | 15:00    |
| Agropecuario           | 2 - 0     | Defensores Unidos      | Ofelia Rosenzuaig      | 10 de septiembre | 15:00    |
| All Boys               | 0 - 2     | Güemes (SdE)           | Islas Malvinas         | 10 de septiembre | 15:05    |
| Nueva Chicago          | 1 - 1     | Patronato              | Nueva Chicago          | 11 de septiembre | 15:40    |
| Estudiantes (RC)       | 2 - 1     | Deportivo Morón        | Antonio Candini        | 11 de septiembre | 21:00    |
| Defensores de Belgrano | 0 - 1     | Almirante Brown        | Juan Pasquale          | 11 de septiembre | 21:10    |
| Almagro                | 0 - 3     | San Martín (SJ)        | Tres de Febrero        | 20 de septiembre | 21:10    |
| Libre: Guillermo Brown |           |                        |                        |                  |          |

| Fecha 34                      | Fecha 34  | Fecha 34         | Fecha 34                     | Fecha 34         | Fecha 34 |
| Local                         | Resultado | Visitante        | Estadio                      | Fecha            | Hora     |
| ----------------------------- | --------- | ---------------- | ---------------------------- | ---------------- | -------- |
| San Martín (SJ)               | 1 - 1     | Agropecuario     | Ingeniero Hilario Sánchez    | 15 de septiembre | 21:30    |
| Güemes (SdE)                  | 1 - 0     | Nueva Chicago    | Arturo Miranda               | 16 de septiembre | 15:30    |
| Flandria                      | 1 - 0     | Almagro          | Carlos V                     | 16 de septiembre | 15:30    |
| Defensores Unidos             | 2 - 1     | Guillermo Brown  | Gigante de Villa Fox         | 16 de septiembre | 15:30    |
| Gimnasia y Esgrima (M)        | 1 - 1     | Temperley        | Víctor Antonio Legrotaglie   | 16 de septiembre | 16:00    |
| Almirante Brown               | 0 - 2     | Estudiantes (RC) | Fragata Presidente Sarmiento | 16 de septiembre | 17:45    |
| Alvarado                      | 1 - 0     | San Telmo        | José María Minella           | 17 de septiembre | 16:00    |
| Patronato                     | 1 - 3     | San Martín (T)   | Presbítero Bartolomé Grella  | 17 de septiembre | 17:00    |
| Deportivo Morón               | 0 - 0     | All Boys         | Nuevo Francisco Urbano       | 17 de septiembre | 17:15    |
| Libre: Defensores de Belgrano |           |                  |                              |                  |          |

| Fecha 35                 | Fecha 35  | Fecha 35               | Fecha 35               | Fecha 35         | Fecha 35 |
| Local                    | Resultado | Visitante              | Estadio                | Fecha            | Hora     |
| ------------------------ | --------- | ---------------------- | ---------------------- | ---------------- | -------- |
| Agropecuario             | 3 - 0     | Flandria               | Ofelia Rosenzuaig      | 23 de septiembre | 15:00    |
| San Telmo                | 3 - 2     | Gimnasia y Esgrima (M) | Doctor Osvaldo Baletto | 23 de septiembre | 15:30    |
| Temperley                | 3 - 1     | Patronato              | Alfredo Beranger       | 23 de septiembre | 15:35    |
| San Martín (T)           | 1 - 1     | Güemes (SdE)           | La Ciudadela           | 23 de septiembre | 18:00    |
| Guillermo Brown          | 1 - 0     | San Martín (SJ)        | Raúl Conti             | 24 septiembre    | 15:30    |
| Almagro                  | 1 - 1     | Alvarado               | Tres de Febrero        | 24 septiembre    | 15:30    |
| Nueva Chicago            | 0 - 0     | Deportivo Morón        | Nueva Chicago          | 24 septiembre    | 15:50    |
| Estudiantes (RC)         | 1 - 0     | Defensores de Belgrano | Antonio Candini        | 24 septiembre    | 18:00    |
| All Boys                 | 2 - 1     | Almirante Brown        | Islas Malvinas         | 25 de septiembre | 21:10    |
| Libre: Defensores Unidos |           |                        |                        |                  |          |

| Fecha 36                | Fecha 36  | Fecha 36          | Fecha 36                     | Fecha 36         | Fecha 36 |
| Local                   | Resultado | Visitante         | Estadio                      | Fecha            | Hora     |
| ----------------------- | --------- | ----------------- | ---------------------------- | ---------------- | -------- |
| Flandria                | 2 - 1     | Guillermo Brown   | Carlos V                     | 29 de septiembre | 14:30    |
| Almirante Brown         | 1 - 0     | Nueva Chicago     | Fragata Presidente Sarmiento | 30 de septiembre | 12:10    |
| Defensores de Belgrano  | 1 - 0     | All Boys          | Juan Pasquale                | 30 de septiembre | 13:30    |
| Güemes (SdE)            | 2 - 0     | Temperley         | Arturo Miranda               | 30 de septiembre | 15:30    |
| San Martín (SJ)         | 3 - 2     | Defensores Unidos | Ingeniero Hilario Sánchez    | 30 de septiembre | 16:30    |
| Patronato               | 1 - 0     | San Telmo         | Presbítero Bartolomé Grella  | 30 de septiembre | 18:00    |
| Alvarado                | 1 - 2     | Agropecuario      | José María Minella           | 30 de septiembre | 19:00    |
| Gimnasia y Esgrima (M)  | 4 - 3     | Almagro           | Víctor Antonio Legrotaglie   | 1 de octubre     | 16:30    |
| Deportivo Morón         | 0 - 0     | San Martín (T)    | Nuevo Francisco Urbano       | 2 de octubre     | 21:10    |
| Libre: Estudiantes (RC) |           |                   |                              |                  |          |

| Fecha 37               | Fecha 37  | Fecha 37               | Fecha 37               | Fecha 37     | Fecha 37 |
| Local                  | Resultado | Visitante              | Estadio                | Fecha        | Hora     |
| ---------------------- | --------- | ---------------------- | ---------------------- | ------------ | -------- |
| Guillermo Brown        | 2 - 0     | Alvarado               | Raúl Conti             | 6 de octubre | 15:30    |
| Nueva Chicago          | 2 - 1     | Defensores de Belgrano | Nueva Chicago          | 6 de octubre | 15:30    |
| All Boys               | 1 - 2     | Estudiantes (RC)       | Islas Malvinas         | 6 de octubre | 21:10    |
| San Telmo              | 1 - 2     | Güemes (SdE)           | Doctor Osvaldo Baletto | 7 de octubre | 15:00    |
| Almagro                | 2 - 1     | Patronato              | Tres de Febrero        | 7 de octubre | 15:30    |
| Agropecuario           | 0 - 0     | Gimnasia y Esgrima (M) | Ofelia Rosenzuaig      | 7 de octubre | 16:00    |
| Temperley              | 1 - 1     | Deportivo Morón        | Alfredo Beranger       | 7 de octubre | 18:10    |
| San Martín (T)         | 0 - 0     | Almirante Brown        | La Ciudadela           | 8 de octubre | 15:00    |
| Defensores Unidos      | 0 - 0     | Flandria               | Gigante de Villa Fox   | 8 de octubre | 15:30    |
| Libre: San Martín (SJ) |           |                        |                        |              |          |

| Fecha 38               | Fecha 38  | Fecha 38          | Fecha 38                     | Fecha 38      | Fecha 38 |
| Local                  | Resultado | Visitante         | Estadio                      | Fecha         | Hora     |
| ---------------------- | --------- | ----------------- | ---------------------------- | ------------- | -------- |
| Estudiantes (RC)       | 1 - 2     | Nueva Chicago     | Antonio Candini              | 16 de octubre | 15:30    |
| Defensores de Belgrano | 2 - 1     | San Martín (T)    | Juan Pasquale                | 16 de octubre | 15:30    |
| Almirante Brown        | 2 - 0     | Temperley         | Fragata Presidente Sarmiento | 16 de octubre | 15:30    |
| Deportivo Morón        | 1 - 2     | San Telmo         | Nuevo Francisco Urbano       | 16 de octubre | 15:30    |
| Güemes (SdE)           | 1 - 0     | Almagro           | Arturo Miranda               | 16 de octubre | 15:30    |
| Patronato              | 1 - 1     | Agropecuario      | Presbítero Bartolomé Grella  | 16 de octubre | 15:30    |
| Gimnasia y Esgrima (M) | 5 - 0     | Guillermo Brown   | Víctor Antonio Legrotaglie   | 16 de octubre | 15:30    |
| Alvarado               | 4 - 2     | Defensores Unidos | José María Minella           | 16 de octubre | 15:30    |
| Flandria               | 1 - 1     | San Martín (SJ)   | Carlos V                     | 16 de octubre | 15:30    |
| Libre: All Boys        |           |                   |                              |               |          |

| 1. |

## Zona B

### Tabla de posiciones final
| Pos. | Equipo                  | Pts. | PJ | PG | PE | PP | GF | GC | Dif. |
| ---- | ----------------------- | ---- | -- | -- | -- | -- | -- | -- | ---- |
| 1.º  | Independiente Rivadavia | 68   | 34 | 20 | 8  | 6  | 51 | 33 | 18   |
| 2.º  | Chacarita Juniors       | 67   | 34 | 18 | 13 | 3  | 48 | 23 | 25   |
| 3.º  | Deportivo Maipú         | 63   | 34 | 19 | 6  | 9  | 46 | 31 | 15   |
| 4.º  | Quilmes                 | 53   | 34 | 15 | 8  | 11 | 44 | 31 | 13   |
| 5.º  | Atlético de Rafaela     | 53   | 34 | 14 | 11 | 9  | 38 | 31 | 7    |
| 6.º  | Mitre (SdE)             | 52   | 34 | 15 | 7  | 12 | 38 | 37 | 1    |
| 7.º  | Deportivo Riestra       | 50   | 34 | 12 | 14 | 8  | 40 | 34 | 6    |
| 8.º  | Ferro Carril Oeste      | 49   | 34 | 13 | 10 | 11 | 45 | 37 | 8    |
| 9.º  | Brown de Adrogué        | 47   | 34 | 11 | 14 | 9  | 34 | 31 | 3    |
| 10.º | Gimnasia y Esgrima (J)  | 44   | 34 | 13 | 5  | 16 | 36 | 40 | −4   |
| 11.º | Deportivo Madryn        | 43   | 34 | 10 | 13 | 11 | 28 | 28 | 0    |
| 12.º | Racing (C)              | 41   | 34 | 10 | 11 | 13 | 44 | 43 | 1    |
| 13.º | Chaco For Ever          | 40   | 34 | 11 | 7  | 16 | 30 | 43 | −13  |
| 14.º | Estudiantes (BA)        | 36   | 34 | 8  | 12 | 14 | 31 | 40 | −9   |
| 15.º | Atlanta                 | 35   | 34 | 8  | 11 | 15 | 33 | 41 | −8   |
| 16.º | Aldosivi                | 35   | 34 | 8  | 11 | 15 | 33 | 44 | −11  |
| 17.º | Tristán Suárez          | 34   | 34 | 8  | 10 | 16 | 36 | 53 | −17  |
| 18.º | Villa Dálmine           | 20   | 34 | 5  | 5  | 24 | 21 | 56 | −35  |

|  | Ganador. Clasificó a la final por el título de campeón y a la Copa Argentina 2024.                    |
|  | Clasificaron a la primera fase del torneo reducido por el segundo ascenso y a la Copa Argentina 2024. |
|  | Clasificó a la primera fase del torneo reducido por el segundo ascenso.                               |
|  | Descendió a la Primera B.                                                                             |

#### Evolución de las posiciones

##### Primera rueda
| Equipo / Fecha          | 1    | 2    | 3    | 4    | 5    | 6    | 7    | 8    | 9    | 10   | 11   | 12   | 13   | 14   | 15   | 16   | 17   |
| ----------------------- | ---- | ---- | ---- | ---- | ---- | ---- | ---- | ---- | ---- | ---- | ---- | ---- | ---- | ---- | ---- | ---- | ---- |
| Aldosivi                | 13.º | 14.º | 6.º  | 10.° | 6.º  | 13.º | 16.º | 11.º | 12.º | 13.º | 15.º | 17.º | 14.º | 8.º  | 9.º  | 15.º | 14.º |
| Atlanta                 | 16.º | 15.º | 9.º  | 6.º  | 8.º  | 10.º | 11.º | 14.º | 14.º | 9.º  | 6.º  | 6.º  | 7.º  | 11.º | 14.º | 11.º | 13.º |
| Atlético de Rafaela     | 1.º  | 3.º  | 4.º  | 4.º  | 4.º  | 4.º  | 3.º  | 3.º  | 4.º  | 4.º  | 3.º  | 3.º  | 3.º  | 5.º  | 4.º  | 4.º  | 5.º  |
| Brown de Adrogué        | 13.º | 17.º | 17.º | 16.° | 14.º | 9.º  | 9.º  | 10.º | 10.º | 7.º  | 8.º  | 9.º  | 8.º  | 12.º | 10.º | 8.º  | 8.º  |
| Chacarita Juniors       | 9.º  | 3.º  | 3.º  | 3.º  | 3.º  | 2.º  | 1.º  | 1.º  | 1.º  | 1.º  | 1.º  | 1.º  | 1.º  | 1.º  | 2.º  | 3.º  | 3.º  |
| Chaco For Ever          | 16.º | 11.º | 14.º | 15.° | 16.º | 18.º | 18.º | 18.º | 17.º | 18.º | 18.º | 18.º | 18.º | 18.º | 18.º | 18.º | 18.º |
| Deportivo Madryn        | 9.º  | 5.º  | 7.º  | 12.° | 16.º | 17.º | 14.º | 16.º | 16.º | 14.º | 17.º | 11.º | 6.º  | 9.º  | 13.º | 10.º | 12.º |
| Deportivo Maipú         | 3.º  | 7.º  | 12.º | 7.º  | 5.º  | 5.º  | 5.º  | 4.º  | 3.º  | 3.º  | 2.º  | 2.º  | 2.º  | 2.º  | 1.º  | 1.º  | 2.º  |
| Deportivo Riestra       | 15.º | 10.º | 13.º | 14.° | 12.º | 8.º  | 7.º  | 8.º  | 11.º | 11.º | 14.º | 10.º | 10.º | 14.º | 12.º | 13.º | 10.º |
| Estudiantes (BA)        | 3.º  | 2.º  | 2.º  | 2.º  | 2.º  | 3.º  | 4.º  | 6.º  | 6.º  | 8.º  | 9.º  | 12.º | 15.º | 10.º | 15.º | 12.º | 11.º |
| Ferro Carril Oeste      | 7.º  | 13.º | 15.º | 17.º | 15.º | 15.º | 17.º | 17.º | 18.º | 17.º | 16.º | 14.º | 12.º | 6.º  | 7.º  | 9.º  | 9.º  |
| Gimnasia y Esgrima (J)  | 7.º  | 12.º | 16.º | 13.° | 11.º | 7.º  | 10.º | 7.º  | 7.º  | 12.º | 11.º | 8.º  | 11.º | 7.º  | 6.º  | 5.º  | 7.º  |
| Independiente Rivadavia | 5.º  | 8.º  | 5.º  | 9.°  | 13.º | 12.º | 13.º | 13.º | 8.º  | 6.º  | 5.º  | 5.º  | 5.º  | 3.º  | 3.º  | 2.º  | 1.º  |
| Mitre (SdE)             | 9.º  | 6.º  | 10.º | 5.°  | 9.º  | 11.º | 15.º | 9.º  | 9.º  | 10.º | 12.º | 15.º | 13.º | 15.º | 8.º  | 7.º  | 6.º  |
| Quilmes                 | 2.º  | 1.º  | 1.º  | 1.º  | 1.º  | 1.º  | 2.º  | 2.º  | 2.º  | 2.º  | 4.º  | 4.º  | 4.º  | 4.º  | 5.º  | 6.º  | 4.º  |
| Racing (C)              | 5.º  | 9.º  | 11.º | 8.º  | 10.º | 6.º  | 6.º  | 5.º  | 5.º  | 5.º  | 7.º  | 7.º  | 9.º  | 13.º | 11.º | 14.º | 15.º |
| Tristán Suárez          | 18.º | 18.º | 18.º | 18.º | 18.º | 16.º | 12.º | 15.º | 15.º | 16.º | 13.º | 16.º | 17.º | 17.º | 17.º | 17.º | 16.º |
| Villa Dálmine           | 9.º  | 16.º | 8.º  | 11.° | 7.º  | 14.º | 8.º  | 12.º | 13.º | 15.º | 10.º | 13.º | 16.º | 16.º | 16.º | 16.º | 17.º |

##### Segunda rueda
| Equipo / Fecha          | 18   | 19   | 20   | 21   | 22   | 23   | 24   | 25   | 26   | 27   | 28   | 29   | 30   | 31   | 32   | 33   | 34   |
| ----------------------- | ---- | ---- | ---- | ---- | ---- | ---- | ---- | ---- | ---- | ---- | ---- | ---- | ---- | ---- | ---- | ---- | ---- |
| Aldosivi                | 14.º | 14.º | 14.º | 14.º | 13.º | 12.º | 13.º | 13.º | 14.º | 14.º | 14.º | 14.º | 15.º | 15.º | 16.º | 16.º | 16.° |
| Atlanta                 | 10.º | 12.º | 12.º | 11.º | 11.º | 11.º | 10.º | 11.º | 11.º | 11.º | 13.º | 12.º | 13.º | 13.º | 14.º | 15.º | 15.° |
| Atlético de Rafaela     | 8.º  | 5.º  | 6.º  | 8.º  | 5.º  | 5.º  | 4.º  | 4.º  | 5.º  | 4.º  | 4.º  | 4.º  | 4.º  | 4.º  | 4.º  | 5.º  | 5.º  |
| Brown de Adrogué        | 7.º  | 7.º  | 8.º  | 7.º  | 7.º  | 9.º  | 8.º  | 9.º  | 8.º  | 6.º  | 6.º  | 6.º  | 6.º  | 7.º  | 9.º  | 9.º  | 9.°  |
| Chacarita Juniors       | 3.º  | 3.º  | 2.º  | 3.º  | 3.º  | 3.º  | 1.º  | 3.º  | 1.º  | 1.º  | 1.º  | 1.º  | 1.º  | 1.º  | 1.º  | 1.º  | 2.º  |
| Chaco For Ever          | 18.º | 18.º | 17.º | 16.º | 16.º | 16.º | 17.º | 16.º | 16.º | 16.º | 16.º | 17.º | 16.º | 16.º | 12.º | 13.º | 13.° |
| Deportivo Madryn        | 12.º | 9.º  | 9.º  | 10.º | 10.º | 8.º  | 9.º  | 10.º | 10.º | 10.º | 9.º  | 9.º  | 9.º  | 10.º | 11.° | 11.° | 11.° |
| Deportivo Maipú         | 2.º  | 2.º  | 3.º  | 2.º  | 2.º  | 1.º  | 2.º  | 1.º  | 3.º  | 3.º  | 3.º  | 2.º  | 3.º  | 3.º  | 3.º  | 3.º  | 3.º  |
| Deportivo Riestra       | 11.º | 11.º | 10.º | 9.º  | 9.º  | 6.º  | 6.º  | 6.º  | 6.º  | 7.º  | 8.º  | 8.º  | 8.º  | 8.º  | 7.º  | 8.º  | 7.º  |
| Estudiantes (BA)        | 13.º | 13.º | 13.º | 13.º | 12.º | 13.º | 12.º | 12.º | 13.º | 12.º | 11.º | 13.º | 12.º | 14.º | 15.° | 14.° | 14.° |
| Ferro Carril Oeste      | 6.º  | 8.º  | 7.º  | 5.º  | 6.º  | 7.º  | 7.º  | 7.º  | 7.º  | 8.º  | 7.º  | 7.º  | 7.º  | 6.º  | 6.º  | 7.º  | 8.º  |
| Gimnasia y Esgrima (J)  | 9.º  | 10.º | 11.º | 12.º | 14.º | 14.º | 14.º | 14.º | 12.º | 13.º | 12.º | 11.º | 11.º | 11.º | 10.º | 10.º | 10.° |
| Independiente Rivadavia | 1.º  | 1.º  | 1.º  | 1.º  | 1.º  | 2.º  | 3.º  | 2.º  | 2.º  | 2.º  | 2.º  | 3.º  | 2.º  | 2.º  | 2.º  | 2.º  | 1.º  |
| Mitre (SdE)             | 4.º  | 6.º  | 5.º  | 6.º  | 8.º  | 10.º | 11.º | 8.º  | 9.º  | 9.º  | 10.º | 10.º | 10.º | 9.º  | 8.º  | 6.º  | 6.º  |
| Quilmes                 | 5.º  | 4.º  | 4.º  | 4.º  | 4.º  | 4.º  | 5.º  | 5.º  | 4.º  | 5.º  | 5.º  | 5.º  | 5.º  | 5.º  | 5.º  | 4.º  | 4.º  |
| Racing (C)              | 15.º | 15.º | 15.º | 15.º | 15.º | 15.º | 15.º | 15.º | 15.º | 15.º | 15.º | 15.º | 14.º | 12.º | 13.º | 12.º | 12.° |
| Tristán Suárez          | 16.º | 16.º | 16.º | 17.º | 17.º | 17.º | 16.º | 17.º | 17.º | 17.º | 17.º | 16.º | 17.º | 17.º | 17.º | 17.º | 17.º |
| Villa Dálmine           | 17.º | 17.º | 18.º | 18.º | 18.º | 18.º | 18.º | 18.º | 18.º | 18.º | 18.º | 18.º | 18.º | 18.º | 18.º | 18.º | 18.º |

|  |

### Resultados

#### Primera rueda
| Fecha 1                | Fecha 1   | Fecha 1                 | Fecha 1                       | Fecha 1       | Fecha 1 |
| Local                  | Resultado | Visitante               | Estadio                       | Fecha         | Hora    |
| ---------------------- | --------- | ----------------------- | ----------------------------- | ------------- | ------- |
| Aldosivi               | 1 - 2     | Independiente Rivadavia | José María Minella            | 10 de febrero | 19:10   |
| Atlético de Rafaela    | 3 - 0     | Tristán Suárez          | Nuevo Monumental              | 10 de febrero | 21:00   |
| Gimnasia y Esgrima (J) | 1 - 1     | Ferro Carril Oeste      | 23 de Agosto                  | 10 de febrero | 21:00   |
| Estudiantes (BA)       | 2 - 0     | Atlanta                 | Ciudad de Caseros             | 10 de febrero | 21:10   |
| Deportivo Madryn       | 0 - 0     | Chacarita Juniors       | Abel Sastre                   | 11 de febrero | 17:00   |
| Brown de Adrogué       | 1 - 2     | Racing (C)              | Lorenzo Arandilla             | 11 de febrero | 17:00   |
| Villa Dálmine          | 0 - 0     | Mitre (SdE)             | El Coliseo de Mitre y Puccini | 11 de febrero | 18:00   |
| Deportivo Maipú        | 2 - 0     | Chaco For Ever          | Omar Higinio Sperdutti        | 12 de febrero | 18:00   |
| Quilmes                | 3 - 1     | Deportivo Riestra       | Centenario Ciudad de Quilmes  | 12 de febrero | 19:10   |

| Fecha 2                | Fecha 2   | Fecha 2                 | Fecha 2                          | Fecha 2       | Fecha 2 |
| Local                  | Resultado | Visitante               | Estadio                          | Fecha         | Hora    |
| ---------------------- | --------- | ----------------------- | -------------------------------- | ------------- | ------- |
| Gimnasia y Esgrima (J) | 1 - 1     | Aldosivi                | 23 de Agosto                     | 17 de febrero | 21:00   |
| Racing (C)             | 0 - 1     | Estudiantes (BA)        | Miguel Sancho                    | 17 de febrero | 21:00   |
| Ferro Carril Oeste     | 2 - 3     | Quilmes                 | Arquitecto Ricardo Etcheverri    | 17 de febrero | 21:00   |
| Deportivo Riestra      | 2 - 1     | Brown de Adrogué        | Guillermo Laza                   | 18 de febrero | 17:00   |
| Chacarita Juniors      | 3 - 0     | Villa Dálmine           | Chacarita Juniors                | 18 de febrero | 17:00   |
| Tristán Suárez         | 1 - 2     | Deportivo Madryn        | 20 de Octubre                    | 18 de febrero | 20:30   |
| Mitre (SdE)            | 1 - 0     | Deportivo Maipú         | Dres. José y Antonio Castiglione | 19 de febrero | 18:00   |
| Chaco For Ever         | 2 - 1     | Independiente Rivadavia | Juan Alberto García              | 19 de febrero | 19:00   |
| Atlanta                | 0 - 0     | Atlético de Rafela      | Don León Kolbowski               | 20 de febrero | 21:10   |

| Fecha 3                 | Fecha 3   | Fecha 3                | Fecha 3                       | Fecha 3       | Fecha 3 |
| Local                   | Resultado | Visitante              | Estadio                       | Fecha         | Hora    |
| ----------------------- | --------- | ---------------------- | ----------------------------- | ------------- | ------- |
| Villa Dálmine           | 3 - 1     | Tristán Suárez         | El Coliseo de Mitre y Puccini | 24 de febrero | 19:00   |
| Estudiantes (BA)        | 1 - 0     | Deportivo Riestra      | Ciudad de Caseros             | 24 de febrero | 20:10   |
| Deportivo Madryn        | 0 - 1     | Atlanta                | Abel Sastre                   | 25 de febrero | 17:00   |
| Brown de Adrogué        | 1 - 1     | Ferro Carril Oeste     | Lorenzo Arandilla             | 25 de febrero | 17:00   |
| Quilmes                 | 2 - 1     | Gimnasia y Esgrima (J) | Centenario Ciudad de Quilmes  | 25 de febrero | 17:00   |
| Aldosivi                | 2 - 0     | Chaco For Ever         | José María Minella            | 26 de febrero | 17:00   |
| Deportivo Maipú         | 0 - 2     | Chacarita Juniors      | Omar Higinio Sperdutti        | 26 de febrero | 19:00   |
| Atlético de Rafaela     | 2 - 1     | Racing (C)             | Nuevo Monumental              | 26 de febrero | 20:00   |
| Independiente Rivadavia | 4 - 1     | Mitre (SdE)            | Bautista Gargantini           | 26 de febrero | 20:30   |

| Fecha 4                | Fecha 4   | Fecha 4                 | Fecha 4                          | Fecha 4    | Fecha 4 |
| Local                  | Resultado | Visitante               | Estadio                          | Fecha      | Hora    |
| ---------------------- | --------- | ----------------------- | -------------------------------- | ---------- | ------- |
| Deportivo Riestra      | 0 - 2     | Atlético de Rafaela     | Guillermo Laza                   | 3 de marzo | 17:00   |
| Racing (C)             | 3 - 1     | Deportivo Madryn        | Miguel Sancho                    | 3 de marzo | 17:00   |
| Gimnasia y Esgrima (J) | 1 - 1     | Brown de Adrogué        | 23 de Agosto                     | 4 de marzo | 17:00   |
| Tristán Suárez         | 0 - 4     | Deportivo Maipú         | 20 de Octubre                    | 4 de marzo | 17:00   |
| Chacarita Juniors      | 3 - 0     | Independiente Rivadavia | Chacarita Juniors                | 4 de marzo | 17:00   |
| Mitre (SdE)            | 2 - 0     | Chaco For Ever          | Dres. José y Antonio Castiglione | 4 de marzo | 18:00   |
| Ferro Carril Oeste     | 0 - 2     | Estudiantes (BA)        | Arquitecto Ricardo Etcheverri    | 4 de marzo | 21:30   |
| Atlanta                | 2 - 1     | Villa Dálmine           | Don León Kolbowski               | 5 de marzo | 17:00   |
| Quilmes                | 4 - 1     | Aldosivi                | Centenario Ciudad de Quilmes     | 5 de marzo | 21:30   |

| Fecha 5                 | Fecha 5   | Fecha 5                | Fecha 5                       | Fecha 5     | Fecha 5 |
| Local                   | Resultado | Visitante              | Estadio                       | Fecha       | Hora    |
| ----------------------- | --------- | ---------------------- | ----------------------------- | ----------- | ------- |
| Atlético de Rafaela     | 1 - 2     | Ferro Carril Oeste     | Nuevo Monumental              | 10 de marzo | 21:00   |
| Deportivo Madryn        | 0 - 3     | Deportivo Riestra      | Abel Sastre                   | 11 de marzo | 17:00   |
| Brown de Adrogué        | 1 - 0     | Quilmes                | Lorenzo Arandilla             | 11 de marzo | 17:00   |
| Estudiantes (BA)        | 1 - 2     | Gimnasia y Esgrima (J) | Ciudad de Caseros             | 11 de marzo | 21:10   |
| Deportivo Maipú         | 1 - 0     | Atlanta                | Omar Higinio Sperdutti        | 12 de marzo | 17:00   |
| Chaco For Ever          | 1 - 1     | Chacarita Juniors      | Juan Alberto García           | 12 de marzo | 18:30   |
| Villa Dálmine           | 2 - 1     | Racing (C)             | El Coliseo de Mitre y Puccini | 12 de marzo | 19:00   |
| Independiente Rivadavia | 1 - 3     | Tristán Suárez         | Bautista Gargantini           | 12 de marzo | 20:30   |
| Aldosivi                | 3 - 1     | Mitre (SdE)            | José María Minella            | 13 de marzo | 21:10   |

| Fecha 6                | Fecha 6   | Fecha 6                 | Fecha 6                       | Fecha 6     | Fecha 6 |
| Local                  | Resultado | Visitante               | Estadio                       | Fecha       | Hora    |
| ---------------------- | --------- | ----------------------- | ----------------------------- | ----------- | ------- |
| Ferro Carril Oeste     | 0 - 0     | Deportivo Madryn        | Arquitecto Ricardo Etcheverri | 17 de marzo | 19:10   |
| Gimnasia y Esgrima (J) | 1 - 0     | Atlético de Rafaela     | 23 de Agosto                  | 17 de marzo | 21:10   |
| Brown de Adrogué       | 2 - 0     | Aldosivi                | Lorenzo Arandilla             | 18 de marzo | 16:00   |
| Tristán Suárez         | 2 - 1     | Chaco For Ever          | 20 de Octubre                 | 18 de marzo | 16:00   |
| Chacarita Juniors      | 1 - 1     | Mitre (SdE)             | Chacarita Juniors             | 18 de marzo | 19:35   |
| Quilmes                | 2 - 0     | Estudiantes (BA)        | Centenario Ciudad de Quilmes  | 18 de marzo | 21:35   |
| Atlanta                | 2 - 2     | Independiente Rivadavia | Don León Kolbowski            | 19 de marzo | 16:00   |
| Racing (C)             | 1 - 0     | Deportivo Maipú         | Miguel Sancho                 | 19 de marzo | 18:00   |
| Deportivo Riestra      | 2 - 1     | Villa Dálmine           | Guillermo Laza                | 20 de marzo | 16:00   |

| Fecha 7                 | Fecha 7   | Fecha 7                | Fecha 7                          | Fecha 7     | Fecha 7 |
| Local                   | Resultado | Visitante              | Estadio                          | Fecha       | Hora    |
| ----------------------- | --------- | ---------------------- | -------------------------------- | ----------- | ------- |
| Estudiantes (BA)        | 1 - 1     | Brown de Adrogué       | Ciudad de Caseros                | 25 de marzo | 15:30   |
| Deportivo Madryn        | 3 - 1     | Gimnasia y Esgrima (J) | Abel Sastre                      | 25 de marzo | 16:00   |
| Villa Dálmine           | 2 - 0     | Ferro Carril Oeste     | El Coliseo de Mitre y Puccini    | 25 de marzo | 19:00   |
| Aldosivi                | 0 - 1     | Chacarita Juniors      | José María Minella               | 26 de marzo | 15:30   |
| Mitre (SdE)             | 0 - 1     | Tristán Suárez         | Dres. José y Antonio Castiglione | 26 de marzo | 17:00   |
| Chaco For Ever          | 1 - 1     | Atlanta                | Juan Alberto García              | 26 de marzo | 18:00   |
| Deportivo Maipú         | 1 - 1     | Deportivo Riestra      | Omar Higinio Sperdutti           | 26 de marzo | 18:00   |
| Atlético de Rafaela     | 1 - 0     | Quilmes                | Nuevo Monumental                 | 26 de marzo | 20:00   |
| Independiente Rivadavia | 1 - 1     | Racing (C)             | Bautista Gargantini              | 27 de marzo | 21:10   |

| Fecha 8                | Fecha 8   | Fecha 8                 | Fecha 8                       | Fecha 8     | Fecha 8 |
| Local                  | Resultado | Visitante               | Estadio                       | Fecha       | Hora    |
| ---------------------- | --------- | ----------------------- | ----------------------------- | ----------- | ------- |
| Gimnasia y Esgrima (J) | 2 - 0     | Villa Dálmine           | 23 de Agosto                  | 31 de marzo | 21:00   |
| Tristán Suárez         | 1 - 3     | Chacarita Juniors       | 20 de Octubre                 | 1 de abril  | 20:00   |
| Estudiantes (BA)       | 0 - 1     | Aldosivi                | Ciudad de Caseros             | 1 de abril  | 21:15   |
| Deportivo Riestra      | 3 - 3     | Independiente Rivadavia | Guillermo Laza                | 2 de abril  | 14:45   |
| Racing (C)             | 2 - 0     | Chaco For Ever          | Miguel Sancho                 | 2 de abril  | 18:30   |
| Ferro Carril Oeste     | 0 - 1     | Deportivo Maipú         | Arquitecto Ricardo Etcheverri | 2 de abril  | 18:50   |
| Brown de Adrogué       | 1 - 1     | Atlético de Rafela      | Lorenzo Arandilla             | 3 de abril  | 15:30   |
| Atlanta                | 0 - 1     | Mitre (SdE)             | Don León Kolbowski            | 3 de abril  | 17:10   |
| Quilmes                | 2 - 0     | Deportivo Madryn        | Centenario Ciudad de Quilmes  | 3 de abril  | 19:20   |

| Fecha 9                 | Fecha 9   | Fecha 9                | Fecha 9                          | Fecha 9    | Fecha 9 |
| Local                   | Resultado | Visitante              | Estadio                          | Fecha      | Hora    |
| ----------------------- | --------- | ---------------------- | -------------------------------- | ---------- | ------- |
| Deportivo Maipú         | 3 - 2     | Gimnasia y Esgrima (J) | Omar Higinio Sperdutti           | 7 de abril | 17:00   |
| Deportivo Madryn        | 0 - 0     | Brown de Adrogué       | Abel Sastre                      | 8 de abril | 15:30   |
| Aldosivi                | 1 - 1     | Tristán Suárez         | José María Minella               | 8 de abril | 16:00   |
| Chacarita Juniors       | 1 - 1     | Atlanta                | Chacarita Juniors                | 8 de abril | 17:00   |
| Independiente Rivadavia | 2 - 1     | Ferro Carril Oeste     | Bautista Gargantini              | 8 de abril | 17:00   |
| Villa Dálmine           | 0 - 0     | Quilmes                | El Coliseo de Mitre y Puccini    | 8 de abril | 20:00   |
| Mitre (SdE)             | 1 - 1     | Racing (C)             | Dres. José y Antonio Castiglione | 9 de abril | 18:00   |
| Chaco For Ever          | 2 - 1     | Deportivo Riestra      | Juan Alberto García              | 9 de abril | 18:00   |
| Atlético de Rafaela     | 1 - 1     | Estudiantes (BA)       | Nuevo Monumental                 | 9 de abril | 20:00   |

| Fecha 10               | Fecha 10  | Fecha 10                | Fecha 10                      | Fecha 10    | Fecha 10 |
| Local                  | Resultado | Visitante               | Estadio                       | Fecha       | Hora     |
| ---------------------- | --------- | ----------------------- | ----------------------------- | ----------- | -------- |
| Atlético de Rafela     | 2 - 2     | Aldosivi                | Nuevo Monumental              | 14 de abril | 16:30    |
| Gimnasia y Esgrima (J) | 1 - 3     | Independiente Rivadavia | 23 de Agosto                  | 14 de abril | 21:00    |
| Brown de Adrogué       | 2 - 0     | Villa Dálmine           | Lorenzo Arandilla             | 15 de abril | 15:30    |
| Estudiantes (BA)       | 0 - 3     | Deportivo Madryn        | Ciudad de Caseros             | 16 de abril | 15:30    |
| Quilmes                | 0 - 2     | Deportivo Maipú         | Centenario Ciudad de Quilmes  | 16 de abril | 15:35    |
| Ferro Carril Oeste     | 2 - 1     | Chaco For Ever          | Arquitecto Ricardo Etcheverri | 16 de abril | 19:00    |
| Deportivo Riestra      | 0 - 0     | Mitre (SdE)             | Guillermo Laza                | 17 de abril | 17:30    |
| Atlanta                | 3 - 2     | Tristán Suárez          | Don León Kolbowski            | 17 de abril | 19:40    |
| Racing (C)             | 1 - 1     | Chacarita Juniors       | Miguel Sancho                 | 17 de abril | 21:40    |

| Fecha 11                | Fecha 11  | Fecha 11               | Fecha 11                         | Fecha 11    | Fecha 11 |
| Local                   | Resultado | Visitante              | Estadio                          | Fecha       | Hora     |
| ----------------------- | --------- | ---------------------- | -------------------------------- | ----------- | -------- |
| Chacarita Juniors       | 4 - 2     | Deportivo Riestra      | Chacarita Juniors                | 22 de abril | 17:30    |
| Villa Dálmine           | 1 - 0     | Estudiantes (BA)       | El Coliseo de Mitre y Puccini    | 22 de abril | 19:00    |
| Aldosivi                | 0 - 1     | Atlanta                | José María Minella               | 22 de abril | 19:35    |
| Tristán Suárez          | 3 - 2     | Racing (C)             | 20 de Octubre                    | 23 de abril | 15:30    |
| Deportivo Madryn        | 0 - 1     | Atlético de Rafaela    | Abel Sastre                      | 23 de abril | 15:30    |
| Mitre (SdE)             | 0 - 2     | Ferro Carril Oeste     | Dres. José y Antonio Castiglione | 23 de abril | 16:00    |
| Deportivo Maipú         | 1 - 0     | Brown de Adrogué       | Omar Higinio Sperdutti           | 23 de abril | 16:00    |
| Chaco For Ever          | 0 - 0     | Gimnasia y Esgrima (J) | Juan Alberto García              | 23 de abril | 17:00    |
| Independiente Rivadavia | 2 - 0     | Quilmes                | Bautista Gargantini              | 23 de abril | 18:00    |

| Fecha 12               | Fecha 12  | Fecha 12                | Fecha 12                      | Fecha 12    | Fecha 12 |
| Local                  | Resultado | Visitante               | Estadio                       | Fecha       | Hora     |
| ---------------------- | --------- | ----------------------- | ----------------------------- | ----------- | -------- |
| Gimnasia y Esgrima (J) | 2 - 0     | Mitre (SdE)             | 23 de Agosto                  | 28 de abril | 21:00    |
| Brown de Adrogué       | 0 - 0     | Independiente Rivadavia | Lorenzo Arandilla             | 29 de abril | 15:00    |
| Deportivo Madryn       | 2 - 1     | Aldosivi                | Abel Sastre                   | 29 de abril | 15:30    |
| Estudiantes (BA)       | 0 - 0     | Deportivo Maipú         | Ciudad de Caseros             | 29 de abril | 16:35    |
| Quilmes                | 1 - 0     | Chaco For Ever          | Centenario Ciudad de Quilmes  | 29 de abril | 18:35    |
| Deportivo Riestra      | 2 - 0     | Tristán Suárez          | Guillermo Laza                | 30 de abril | 15:00    |
| Racing (C)             | 1 - 1     | Atlanta                 | Miguel Sancho                 | 30 de abril | 16:00    |
| Atlético de Rafaela    | 1 - 0     | Villa Dálmine           | Nuevo Monumental              | 30 de abril | 20:00    |
| Ferro Carril Oeste     | 0 - 0     | Chacarita Juniors       | Arquitecto Ricardo Etcheverri | 30 de abril | 20:15    |

| Fecha 13                | Fecha 13  | Fecha 13               | Fecha 13                      | Fecha 13  | Fecha 13 |
| Local                   | Resultado | Visitante              | Estadio                       | Fecha     | Hora     |
| ----------------------- | --------- | ---------------------- | ----------------------------- | --------- | -------- |
| Tristán Suárez          | 2 - 4     | Ferro Carril Oeste     | 20 de Octubre                 | 6 de mayo | 15:30    |
| Aldosivi                | 3 - 1     | Racing (C)             | José María Minella            | 6 de mayo | 16:00    |
| Chacarita Juniors       | 2 - 1     | Gimnasia y Esgrima (J) | Chacarita Juniors             | 6 de mayo | 17:35    |
| Villa Dálmine           | 1 - 3     | Deportivo Madryn       | El Coliseo de Mitre y Puccini | 6 de mayo | 18:00    |
| Independiente Rivadavia | 2 - 1     | Estudiantes (BA)       | Bautista Gargantini           | 6 de mayo | 19:00    |
| Deportivo Maipú         | 1 - 1     | Atlético de Rafaela    | Omar Higinio Sperdutti        | 7 de mayo | 15:00    |
| Mitre (SdE)             | 1 - 0     | Quilmes                | Estadio Ciudad de la Banda    | 7 de mayo | 15:30    |
| Chaco For Ever          | 1 - 1     | Brown de Adrogué       | Juan Alberto García           | 7 de mayo | 15:30    |
| Atlanta                 | 1 - 1     | Deportivo Riestra      | Don León Kolbowski            | 8 de mayo | 21:10    |

| Fecha 14               | Fecha 14  | Fecha 14                | Fecha 14                      | Fecha 14   | Fecha 14 |
| Local                  | Resultado | Visitante               | Estadio                       | Fecha      | Hora     |
| ---------------------- | --------- | ----------------------- | ----------------------------- | ---------- | -------- |
| Gimnasia y Esgrima (J) | 1 - 0     | Tristán Suárez          | 23 de Agosto                  | 12 de mayo | 21:00    |
| Deportivo Madryn       | 2 - 3     | Deportivo Maipú         | Abel Sastre                   | 13 de mayo | 15:30    |
| Villa Dálmine          | 0 - 1     | Aldosivi                | El Coliseo de Mitre y Puccini | 13 de mayo | 18:00    |
| Atlético de Rafaela    | 1 - 3     | Independiente Rivadavia | Nuevo Monumental              | 13 de mayo | 18:00    |
| Quilmes                | 1 - 1     | Chacarita Juniors       | Centenario Ciudad de Quilmes  | 13 de mayo | 20:00    |
| Brown de Adrogué       | 0 - 0     | Mitre (SdE)             | Lorenzo Arandilla             | 14 de mayo | 11:00    |
| Ferro Carril Oeste     | 2 - 0     | Atlanta                 | Arquitecto Ricardo Etcheverri | 14 de mayo | 16:35    |
| Deportivo Riestra      | 2 - 2     | Racing (C)              | Guillermo Laza                | 15 de mayo | 15:30    |
| Estudiantes (BA)       | 3 - 0     | Chaco For Ever          | Ciudad de Caseros             | 15 de mayo | 21:10    |

| Fecha 15                | Fecha 15  | Fecha 15               | Fecha 15                         | Fecha 15   | Fecha 15 |
| Local                   | Resultado | Visitante              | Estadio                          | Fecha      | Hora     |
| ----------------------- | --------- | ---------------------- | -------------------------------- | ---------- | -------- |
| Aldosivi                | 1 - 1     | Deportivo Riestra      | José María Minella               | 20 de mayo | 14:00    |
| Tristán Suárez          | 0 - 0     | Quilmes                | 20 de Octubre                    | 20 de mayo | 21:30    |
| Chaco For Ever          | 0 - 1     | Atlético de Rafaela    | Juan Alberto García              | 20 de mayo | 21:30    |
| Independiente Rivadavia | 1 - 0     | Deportivo Madryn       | Bautista Gargantini              | 20 de mayo | 21:30    |
| Chacarita Juniors       | 0 - 0     | Brown de Adrogué       | Chacarita Juniors                | 21 de mayo | 14:00    |
| Deportivo Maipú         | 2 - 1     | Villa Dálmine          | Omar Higinio Sperdutti           | 21 de mayo | 15:30    |
| Mitre (SdE)             | 3 - 0     | Estudiantes (BA)       | Dres. José y Antonio Castiglione | 21 de mayo | 16:00    |
| Racing (C)              | 1 - 1     | Ferro Carril Oeste     | Miguel Sancho                    | 22 de mayo | 19:00    |
| Atlanta                 | 1 - 2     | Gimnasia y Esgrima (J) | Don León Kolbowski               | 22 de mayo | 20:35    |

| Fecha 16               | Fecha 16  | Fecha 16                | Fecha 16                      | Fecha 16   | Fecha 16 |
| Local                  | Resultado | Visitante               | Estadio                       | Fecha      | Hora     |
| ---------------------- | --------- | ----------------------- | ----------------------------- | ---------- | -------- |
| Villa Dálmine          | 0 - 3     | Independiente Rivadavia | El Coliseo de Mitre y Puccini | 27 de mayo | 15:00    |
| Deportivo Madryn       | 1 - 0     | Chaco For Ever          | Abel Sastre                   | 27 de mayo | 15:00    |
| Quilmes                | 1 - 2     | Atlanta                 | Centenario Ciudad de Quilmes  | 27 de mayo | 21:15    |
| Brown de Adrogué       | 2 - 1     | Tristán Suárez          | Lorenzo Arandilla             | 28 de mayo | 12:00    |
| Deportivo Maipú        | 3 - 2     | Aldosivi                | Omar Higinio Sperdutti        | 28 de mayo | 15:30    |
| Gimnasia y Esgrima (J) | 1 - 0     | Racing (C)              | 23 de Agosto                  | 28 de mayo | 17:00    |
| Estudiantes (BA)       | 2 - 1     | Chacarita Juniors       | Ciudad de Caseros             | 28 de mayo | 17:05    |
| Atlético de Rafaela    | 0 - 1     | Mitre (SdE)             | Nuevo Monumental              | 28 de mayo | 19:30    |
| Ferro Carril Oeste     | 2 - 2     | Deportivo Riestra       | Arquitecto Ricardo Etcheverri | 29 de mayo | 19:05    |

| Fecha 17                | Fecha 17  | Fecha 17               | Fecha 17                         | Fecha 17   | Fecha 17 |
| Local                   | Resultado | Visitante              | Estadio                          | Fecha      | Hora     |
| ----------------------- | --------- | ---------------------- | -------------------------------- | ---------- | -------- |
| Chacarita Juniors       | 3 - 0     | Atlético de Rafaela    | Chacarita Juniors                | 2 de junio | 19:00    |
| Deportivo Riestra       | 2 - 1     | Gimnasia y Esgrima (J) | Guillermo Laza                   | 3 de junio | 12:30    |
| Tristán Suárez          | 1 - 1     | Estudiantes (BA)       | 20 de Octubre                    | 3 de junio | 15:00    |
| Chaco For Ever          | 2 - 0     | Villa Dálmine          | Juan Alberto García              | 3 de junio | 16:30    |
| Independiente Rivadavia | 2 - 1     | Deportivo Maipú        | Bautista Gargantini              | 3 de junio | 19:30    |
| Aldosivi                | 1 - 2     | Ferro Carril Oeste     | José María Minella               | 4 de junio | 16:00    |
| Mitre (SdE)             | 1 - 0     | Deportivo Madryn       | Dres. José y Antonio Castiglione | 5 de junio | 14:30    |
| Atlanta                 | 1 - 2     | Brown de Adrogué       | Don León Kolbowski               | 5 de junio | 17:45    |
| Racing (C)              | 0 - 1     | Quilmes                | Miguel Sancho                    | 5 de junio | 21:00    |

| 1. |

#### Segunda rueda
| Fecha 18                | Fecha 18  | Fecha 18               | Fecha 18                         | Fecha 18    | Fecha 18 |
| Local                   | Resultado | Visitante              | Estadio                          | Fecha       | Hora     |
| ----------------------- | --------- | ---------------------- | -------------------------------- | ----------- | -------- |
| Tristán Suárez          | 0 - 0     | Atlético de Rafaela    | 20 de Octubre                    | 17 de junio | 15:00    |
| Chacarita Juniors       | 0 - 0     | Deportivo Madryn       | Chacarita Juniors                | 17 de junio | 15:05    |
| Independiente Rivadavia | 2 - 1     | Aldosivi               | Bautista Gargantini              | 17 de junio | 17:05    |
| Mitre (SdE)             | 3 - 1     | Villa Dálmine          | Dres. José y Antonio Castiglione | 18 de junio | 15:30    |
| Ferro Carril Oeste      | 3 - 0     | Gimnasia y Esgrima (J) | Arquitecto Ricardo Etcheverri    | 18 de junio | 17:10    |
| Atlanta                 | 3 - 2     | Estudiantes (BA)       | Don León Kolbowski               | 19 de junio | 15:00    |
| Deportivo Riestra       | 1 - 1     | Quilmes                | Guillermo Laza                   | 19 de junio | 15:00    |
| Chaco For Ever          | 0 - 1     | Deportivo Maipú        | Juan Alberto García              | 19 de junio | 16:30    |
| Racing (C)              | 1 - 2     | Brown de Adrogué       | Miguel Sancho                    | 19 de junio | 19:00    |

| Fecha 19                | Fecha 19  | Fecha 19               | Fecha 19                      | Fecha 19    | Fecha 19 |
| Local                   | Resultado | Visitante              | Estadio                       | Fecha       | Hora     |
| ----------------------- | --------- | ---------------------- | ----------------------------- | ----------- | -------- |
| Villa Dálmine           | 0 - 1     | Chacarita Juniors      | El Coliseo de Mitre y Puccini | 24 de junio | 12:10    |
| Deportivo Madryn        | 1 - 0     | Tristán Suárez         | Abel Sastre                   | 24 de junio | 15:00    |
| Independiente Rivadavia | 1 - 0     | Chaco For Ever         | Bautista Gargantini           | 24 de junio | 16:10    |
| Quilmes                 | 1 - 0     | Ferro Carril Oeste     | Centenario Ciudad de Quilmes  | 24 de junio | 20:10    |
| Brown de Adrogué        | 1 - 1     | Deportivo Riestra      | Lorenzo Arandilla             | 25 de junio | 12:00    |
| Estudiantes (BA)        | 1 - 1     | Racing (C)             | Ciudad de Caseros             | 25 de junio | 15:00    |
| Deportivo Maipú         | 2 - 1     | Mitre (SdE)            | Omar Higinio Sperdutti        | 25 de junio | 15:30    |
| Aldosivi                | 3 - 1     | Gimnasia y Esgrima (J) | José María Minella            | 25 de junio | 16:00    |
| Atlético de Rafaela     | 1 - 0     | Atlanta                | Nuevo Monumental              | 25 de junio | 19:10    |

| Fecha 20               | Fecha 20  | Fecha 20                | Fecha 20                         | Fecha 20    | Fecha 20 |
| Local                  | Resultado | Visitante               | Estadio                          | Fecha       | Hora     |
| ---------------------- | --------- | ----------------------- | -------------------------------- | ----------- | -------- |
| Gimnasia y Esgrima (J) | 0 - 1     | Quilmes                 | 23 de Agosto                     | 30 de junio | 21:00    |
| Ferro Carril Oeste     | 1 - 0     | Brown de Adrogué        | Arquitecto Ricardo Etcheverri    | 30 de junio | 21:10    |
| Tristán Suárez         | 1 - 1     | Villa Dálmine           | 20 de Octubre                    | 1 de julio  | 15:00    |
| Racing (C)             | 3 - 3     | Atlético de Rafaela     | Miguel Sancho                    | 1 de julio  | 16:00    |
| Chacarita Juniors      | 2 - 1     | Deportivo Maipú         | Chacarita Juniors                | 2 de julio  | 15:10    |
| Chaco For Ever         | 3 - 0     | Aldosivi                | Juan Alberto García              | 2 de julio  | 15:30    |
| Mitre (SdE)            | 2 - 1     | Independiente Rivadavia | Dres. José y Antonio Castiglione | 2 de julio  | 19:10    |
| Deportivo Riestra      | 2 - 1     | Estudiantes (BA)        | Guillermo Laza                   | 3 de julio  | 15:00    |
| Atlanta                | 1 - 1     | Deportivo Madryn        | Don León Kolbowski               | 3 de julio  | 20:00    |

| Fecha 21                | Fecha 21  | Fecha 21               | Fecha 21                      | Fecha 21   | Fecha 21 |
| Local                   | Resultado | Visitante              | Estadio                       | Fecha      | Hora     |
| ----------------------- | --------- | ---------------------- | ----------------------------- | ---------- | -------- |
| Brown de Adrogué        | 1 - 0     | Gimnasia y Esgrima (J) | Lorenzo Arandilla             | 8 de julio | 12:10    |
| Deportivo Madryn        | 1 - 0     | Racing (C)             | Abel Sastre                   | 8 de julio | 15:00    |
| Atlético de Rafaela     | 0 - 1     | Deportivo Riestra      | Nuevo Monumental              | 8 de julio | 15:30    |
| Villa Dálmine           | 0 - 2     | Atlanta                | El Coliseo de Mitre y Puccini | 8 de julio | 15:30    |
| Chaco For Ever          | 1 - 0     | Mitre (SdE)            | Juan Alberto García           | 8 de julio | 15:30    |
| Deportivo Maipú         | 3 - 2     | Tristán Suárez         | Omar Higinio Sperdutti        | 9 de julio | 15:30    |
| Independiente Rivadavia | 1 - 0     | Chacarita Juniors      | Bautista Gargantini           | 9 de julio | 16:30    |
| Estudiantes (BA)        | 1 - 2     | Ferro Carril Oeste     | Ciudad de Caseros             | 9 de julio | 18:30    |
| Aldosivi                | 1 - 2     | Quilmes                | José María Minella            | 9 de julio | 20:30    |

| Fecha 22               | Fecha 22  | Fecha 22                | Fecha 22                         | Fecha 22    | Fecha 22 |
| Local                  | Resultado | Visitante               | Estadio                          | Fecha       | Hora     |
| ---------------------- | --------- | ----------------------- | -------------------------------- | ----------- | -------- |
| Tristán Suárez         | 0 - 3     | Independiente Rivadavia | 20 de Octubre                    | 15 de julio | 12:10    |
| Chacarita Juniors      | 1 - 0     | Chaco For Ever          | Chacarita Juniors                | 15 de julio | 15:40    |
| Gimnasia y Esgrima (J) | 1 - 2     | Estudiantes (BA)        | 23 de Agosto                     | 15 de julio | 16:00    |
| Quilmes                | 1 - 1     | Brown de Adrogué        | Centenario Ciudad de Quilmes     | 15 de julio | 19:00    |
| Racing (C)             | 0 - 0     | Villa Dálmine           | Miguel Sancho                    | 16 de julio | 15:30    |
| Deportivo Riestra      | 0 - 0     | Deportivo Madryn        | Guillermo Laza                   | 16 de julio | 15:30    |
| Ferro Carril Oeste     | 0 - 1     | Atlético de Rafaela     | Arquitecto Ricardo Etcheverri    | 16 de julio | 19:05    |
| Mitre (SdE)            | 0 - 2     | Aldosivi                | Dres. José y Antonio Castiglione | 17 de julio | 15:00    |
| Atlanta                | 1 - 3     | Deportivo Maipú         | Don León Kolbowski               | 17 de julio | 21:10    |

| Fecha 23                | Fecha 23  | Fecha 23               | Fecha 23                         | Fecha 23    | Fecha 23 |
| Local                   | Resultado | Visitante              | Estadio                          | Fecha       | Hora     |
| ----------------------- | --------- | ---------------------- | -------------------------------- | ----------- | -------- |
| Estudiantes (BA)        | 1 - 1     | Quilmes                | Ciudad de Caseros                | 22 de julio | 15:00    |
| Deportivo Madryn        | 1 - 0     | Ferro Carril Oeste     | Abel Sastre                      | 22 de julio | 15:00    |
| Independiente Rivadavia | 1 - 1     | Atlanta                | Bautista Gargantini              | 22 de julio | 20:10    |
| Villa Dálmine           | 1 - 2     | Deportivo Riestra      | El Coliseo de Mitre y Puccini    | 23 de julio | 15:30    |
| Deportivo Maipú         | 2 - 1     | Racing (C)             | Omar Higinio Sperdutti           | 23 de julio | 15:30    |
| Mitre (SdE)             | 1 - 2     | Chacarita Juniors      | Dres. José y Antonio Castiglione | 23 de julio | 15:30    |
| Atlético de Rafaela     | 1 - 0     | Gimnasia y Esgrima (J) | Nuevo Monumental                 | 23 de julio | 16:00    |
| Chaco For Ever          | 1 - 1     | Tristán Suárez         | Juan Alberto García              | 23 de julio | 16:00    |
| Aldosivi                | 2 - 1     | Brown de Adrogué       | José María Minella               | 24 de julio | 18:00    |

| Fecha 24               | Fecha 24  | Fecha 24                | Fecha 24                      | Fecha 24    | Fecha 24 |
| Local                  | Resultado | Visitante               | Estadio                       | Fecha       | Hora     |
| ---------------------- | --------- | ----------------------- | ----------------------------- | ----------- | -------- |
| Deportivo Riestra      | 1 - 0     | Deportivo Maipú         | Guillermo Laza                | 29 de julio | 12:10    |
| Quilmes                | 1 - 2     | Atlético de Rafaela     | Centenario Ciudad de Quilmes  | 29 de julio | 19:05    |
| Brown de Adrogué       | 1 - 1     | Estudiantes (BA)        | Lorenzo Arandilla             | 30 de julio | 15:00    |
| Tristán Suárez         | 3 - 0     | Mitre (SdE)             | 20 de Octubre                 | 30 de julio | 15:30    |
| Chacarita Juniors      | 2 - 0     | Aldosivi                | Chacarita Juniors             | 30 de julio | 15:50    |
| Ferro Carril Oeste     | 3 - 0     | Villa Dálmine           | Arquitecto Ricardo Etcheverri | 30 de julio | 16:00    |
| Gimnasia y Esgrima (J) | 1 - 0     | Deportivo Madryn        | 23 de Agosto                  | 30 de julio | 16:00    |
| Racing (C)             | 2 - 0     | Independiente Rivadavia | Miguel Sancho                 | 30 de julio | 17:55    |
| Atlanta                | 4 - 0     | Chaco For Ever          | Don León Kolbowski            | 30 de julio | 21:30    |

| Fecha 25                | Fecha 25  | Fecha 25               | Fecha 25                         | Fecha 25    | Fecha 25 |
| Local                   | Resultado | Visitante              | Estadio                          | Fecha       | Hora     |
| ----------------------- | --------- | ---------------------- | -------------------------------- | ----------- | -------- |
| Deportivo Madryn        | 0 - 0     | Quilmes                | Abel Sastre                      | 5 de agosto | 12:10    |
| Villa Dálmine           | 2 - 1     | Gimnasia y Esgrima (J) | El Coliseo de Mitre y Puccini    | 5 de agosto | 15:30    |
| Chacarita Juniors       | 1 - 1     | Tristán Suárez         | Chacarita Juniors                | 5 de agosto | 18:10    |
| Deportivo Maipú         | 1 - 0     | Ferro Carril Oeste     | Omar Higinio Sperdutti           | 6 de agosto | 15:30    |
| Atlético de Rafaela     | 0 - 0     | Brown de Adrogué       | Nuevo Monumental                 | 6 de agosto | 16:00    |
| Mitre (SdE)             | 2 - 0     | Atlanta                | Dres. José y Antonio Castiglione | 6 de agosto | 16:00    |
| Independiente Rivadavia | 1 - 0     | Deportivo Riestra      | Bautista Gargantini              | 6 de agosto | 16:10    |
| Aldosivi                | 1 - 1     | Estudiantes (BA)       | José María Minella               | 7 de agosto | 18:00    |
| Chaco For Ever          | 2 - 1     | Racing (C)             | Juan Alberto García              | 7 de agosto | 21:00    |

| Fecha 26               | Fecha 26  | Fecha 26                | Fecha 26                      | Fecha 26     | Fecha 26 |
| Local                  | Resultado | Visitante               | Estadio                       | Fecha        | Hora     |
| ---------------------- | --------- | ----------------------- | ----------------------------- | ------------ | -------- |
| Deportivo Riestra      | 0 - 0     | Chaco For Ever          | Guillermo Laza                | 18 de agosto | 15:00    |
| Tristán Suárez         | 0 - 0     | Aldosivi                | 20 de Octubre                 | 19 de agosto | 15:00    |
| Brown de Adrogué       | 3 - 1     | Deportivo Madryn        | Lorenzo Arandilla             | 19 de agosto | 15:00    |
| Estudiantes (BA)       | 1 - 1     | Atlético de Rafaela     | Ciudad de Caseros             | 19 de agosto | 15:00    |
| Atlanta                | 0 - 1     | Chacarita Juniors       | Don León Kolbowski            | 19 de agosto | 16:00    |
| Ferro Carril Oeste     | 1 - 1     | Independiente Rivadavia | Arquitecto Ricardo Etcheverri | 19 de agosto | 19:10    |
| Quilmes                | 2 - 0     | Villa Dálmine           | Centenario Ciudad de Quilmes  | 19 de agosto | 20:00    |
| Gimnasia y Esgrima (J) | 1 - 0     | Deportivo Maipú         | 23 de Agosto                  | 20 de agosto | 15:50    |
| Racing (C)             | 4 - 2     | Mitre (SdE)             | Miguel Sancho                 | 20 de agosto | 17:00    |

| Fecha 27                | Fecha 27  | Fecha 27               | Fecha 27                         | Fecha 27     | Fecha 27 |
| Local                   | Resultado | Visitante              | Estadio                          | Fecha        | Hora     |
| ----------------------- | --------- | ---------------------- | -------------------------------- | ------------ | -------- |
| Aldosivi                | 0 - 1     | Atlético de Rafaela    | José María Minella               | 25 de agosto | 18:00    |
| Deportivo Madryn        | 1 - 1     | Estudiantes (BA)       | Abel Sastre                      | 26 de agosto | 11:00    |
| Tristán Suárez          | 1 - 0     | Atlanta                | 20 de Octubre                    | 26 de agosto | 14:00    |
| Villa Dálmine           | 0 - 1     | Brown de Adrogué       | El Coliseo de Mitre y Puccini    | 26 de agosto | 15:30    |
| Chacarita Juniors       | 1 - 0     | Racing (C)             | Chacarita Juniors                | 26 de agosto | 16:10    |
| Independiente Rivadavia | 2 - 1     | Gimnasia y Esgrima (J) | Bautista Gargantini              | 26 de agosto | 18:10    |
| Deportivo Maipú         | 1 - 0     | Quilmes                | Omar Higinio Sperdutti           | 27 de agosto | 15:30    |
| Mitre (SdE)             | 1 - 1     | Deportivo Riestra      | Dres. José y Antonio Castiglione | 27 de agosto | 16:00    |
| Chaco For Ever          | 4 - 2     | Ferro Carril Oeste     | Juan Alberto García              | 27 de agosto | 16:30    |

| Fecha 28               | Fecha 28  | Fecha 28                | Fecha 28                      | Fecha 28        | Fecha 28 |
| Local                  | Resultado | Visitante               | Estadio                       | Fecha           | Hora     |
| ---------------------- | --------- | ----------------------- | ----------------------------- | --------------- | -------- |
| Brown de Adrogué       | 1 - 1     | Deportivo Maipú         | Lorenzo Arandilla             | 2 de septiembre | 13:10    |
| Estudiantes (BA)       | 1 - 0     | Villa Dálmine           | Ciudad de Caseros             | 2 de septiembre | 15:00    |
| Quilmes                | 0 - 1     | Independiente Rivadavia | Centenario Ciudad de Quilmes  | 2 de septiembre | 19:10    |
| Gimnasia y Esgrima (J) | 2 - 0     | Chaco For Ever          | 23 de Agosto                  | 3 de septiembre | 16:00    |
| Racing (C)             | 1 - 1     | Tristán Suárez          | Miguel Sancho                 | 3 de septiembre | 18:00    |
| Atlético de Rafaela    | 0 - 0     | Deportivo Madryn        | Nuevo Monumental              | 3 de septiembre | 18:30    |
| Ferro Carril Oeste     | 3 - 0     | Mitre (SdE)             | Arquitecto Ricardo Etcheverri | 4 de septiembre | 20:00    |
| Deportivo Riestra      | 0 - 1     | Chacarita Juniors       | Guillermo Laza                | 5 de septiembre | 15:30    |
| Atlanta                | 0 - 0     | Aldosivi                | Don León Kolbowski            | 5 de septiembre | 21:10    |

| Fecha 29                | Fecha 29  | Fecha 29               | Fecha 29                         | Fecha 29         | Fecha 29 |
| Local                   | Resultado | Visitante              | Estadio                          | Fecha            | Hora     |
| ----------------------- | --------- | ---------------------- | -------------------------------- | ---------------- | -------- |
| Villa Dálmine           | 1 - 4     | Atlético de Rafaela    | El Coliseo de Mitre y Puccini    | 9 de septiembre  | 15:30    |
| Chacarita Juniors       | 3 - 1     | Ferro Carril Oeste     | Chacarita Juniors                | 10 de septiembre | 14:10    |
| Tristán Suárez          | 0 - 0     | Deportivo Riestra      | 20 de Octubre                    | 10 de septiembre | 15:00    |
| Deportivo Maipú         | 2 - 0     | Estudiantes (BA)       | Omar Higinio Sperdutti           | 10 de septiembre | 15:30    |
| Atlanta                 | 2 - 2     | Racing (C)             | Don León Kolbowski               | 10 de septiembre | 15:30    |
| Aldosivi                | 0 - 0     | Deportivo Madryn       | José María Minella               | 10 de septiembre | 16:00    |
| Chaco For Ever          | 0 - 4     | Quilmes                | Juan Alberto García              | 10 de septiembre | 16:30    |
| Mitre (SdE)             | 1 - 1     | Gimnasia y Esgrima (J) | Dres. José y Antonio Castiglione | 10 de septiembre | 18:00    |
| Independiente Rivadavia | 0 - 2     | Brown de Adrogué       | Bautista Gargantini              | 10 de septiembre | 21:30    |

| Fecha 30               | Fecha 30  | Fecha 30                | Fecha 30                      | Fecha 30         | Fecha 30 |
| Local                  | Resultado | Visitante               | Estadio                       | Fecha            | Hora     |
| ---------------------- | --------- | ----------------------- | ----------------------------- | ---------------- | -------- |
| Deportivo Riestra      | 1 - 0     | Atlanta                 | Guillermo Laza                | 15 de septiembre | 15:00    |
| Deportivo Madryn       | 4 - 0     | Villa Dálmine           | Abel Sastre                   | 16 de septiembre | 15:30    |
| Estudiantes (BA)       | 0 - 0     | Independiente Rivadavia | Ciudad de Caseros             | 16 de septiembre | 21:00    |
| Brown de Adrogué       | 1 - 2     | Chaco For Ever          | Lorenzo Arandilla             | 17 de septiembre | 15:00    |
| Gimnasia y Esgrima (J) | 2 - 0     | Chacarita Juniors       | 23 de Agosto                  | 17 de septiembre | 15:15    |
| Racing (C)             | 2 - 0     | Aldosivi                | Miguel Sancho                 | 17 de septiembre | 18:00    |
| Quilmes                | 1 - 3     | Mitre (SdE)             | Centenario Ciudad de Quilmes  | 17 de septiembre | 18:00    |
| Atlético de Rafaela    | 2 - 0     | Deportivo Maipú         | Nuevo Monumental              | 17 de septiembre | 18:30    |
| Ferro Carril Oeste     | 2 - 1     | Tristán Suárez          | Arquitecto Ricardo Etcheverri | 18 de septiembre | 21:10    |

| Fecha 31                | Fecha 31  | Fecha 31               | Fecha 31                         | Fecha 31         | Fecha 31 |
| Local                   | Resultado | Visitante              | Estadio                          | Fecha            | Hora     |
| ----------------------- | --------- | ---------------------- | -------------------------------- | ---------------- | -------- |
| Independiente Rivadavia | 2 - 1     | Atlético de Rafaela    | Bautista Gargantini              | 22 de septiembre | 21:10    |
| Chacarita Juniors       | 2 - 2     | Quilmes                | Chacarita Juniors                | 23 de septiembre | 16:10    |
| Chaco For Ever          | 2 - 1     | Estudiantes (BA)       | Juan Alberto García              | 23 de septiembre | 17:30    |
| Mitre (SdE)             | 3 - 0     | Brown de Adrogué       | Dres. José y Antonio Castiglione | 24 de septiembre | 11:00    |
| Atlanta                 | 1 - 1     | Ferro Carril Oeste     | Don León Kolbowski               | 24 de septiembre | 13:50    |
| Tristán Suárez          | 1 - 2     | Gimnasia y Esgrima (J) | 20 de Octubre                    | 24 de septiembre | 15:00    |
| Racing (C)              | 1 - 0     | Deportivo Riestra      | Miguel Sancho                    | 24 de septiembre | 17:00    |
| Aldosivi                | 0 - 0     | Villa Dálmine          | José María Minella               | 24 de septiembre | 19:00    |
| Deportivo Maipú         | 0 - 0     | Deportivo Madryn       | Omar Higinio Sperdutti           | 25 de septiembre | 15:30    |

| Fecha 32               | Fecha 32  | Fecha 32                | Fecha 32                      | Fecha 32         | Fecha 32 |
| Local                  | Resultado | Visitante               | Estadio                       | Fecha            | Hora     |
| ---------------------- | --------- | ----------------------- | ----------------------------- | ---------------- | -------- |
| Quilmes                | 5 - 1     | Tristán Suárez          | Centenario Ciudad de Quilmes  | 29 de septiembre | 21:00    |
| Estudiantes (BA)       | 0 - 1     | Mitre (SdE)             | Ciudad de Caseros             | 30 de septiembre | 15:30    |
| Ferro Carril Oeste     | 3 - 1     | Racing (C)              | Arquitecto Ricardo Etcheverri | 30 de septiembre | 16:00    |
| Gimnasia y Esgrima (J) | 2 - 0     | Atlanta                 | 23 de Agosto                  | 1 de octubre     | 16:00    |
| Deportivo Madryn       | 1 - 1     | Independiente Rivadavia | Abel Sastre                   | 1 de octubre     | 16:00    |
| Atlético de Rafaela    | 1 - 3     | Chaco For Ever          | Nuevo Monumental              | 1 de octubre     | 18:30    |
| Brown de Adrogué       | 1 - 2     | Chacarita Juniors       | Lorenzo Arandilla             | 2 de octubre     | 15:00    |
| Deportivo Riestra      | 3 - 0     | Aldosivi                | Guillermo Laza                | 2 de octubre     | 15:30    |
| Villa Dálmine          | 2 - 3     | Deportivo Maipú         | El Coliseo de Mitre y Puccini | 2 de octubre     | 15:30    |

| Fecha 33                | Fecha 33  | Fecha 33               | Fecha 33                         | Fecha 33     | Fecha 33 |
| Local                   | Resultado | Visitante              | Estadio                          | Fecha        | Hora     |
| ----------------------- | --------- | ---------------------- | -------------------------------- | ------------ | -------- |
| Atlanta                 | 0 - 1     | Quilmes                | Don León Kolbowski               | 7 de octubre | 13:35    |
| Tristán Suárez          | 2 - 0     | Brown de Adrogué       | 20 de Octubre                    | 7 de octubre | 15:30    |
| Chaco For Ever          | 0 - 0     | Deportivo Madryn       | Juan Alberto García              | 7 de octubre | 18:00    |
| Aldosivi                | 1 - 1     | Deportivo Maipú        | José María Minella               | 8 de octubre | 15:30    |
| Deportivo Riestra       | 1 - 1     | Ferro Carril Oeste     | Guillermo Laza                   | 8 de octubre | 15:30    |
| Chacarita Juniors       | 1 - 1     | Estudiantes (BA)       | Chacarita Juniors                | 8 de octubre | 16:50    |
| Mitre (SdE)             | 2 - 1     | Atlético de Rafaela    | Dres. José y Antonio Castiglione | 8 de octubre | 17:00    |
| Racing (C)              | 2 - 0     | Gimnasia y Esgrima (J) | Miguel Sancho                    | 8 de octubre | 18:00    |
| Independiente Rivadavia | 1 - 0     | Villa Dálmine          | Bautista Gargantini              | 8 de octubre | 20:30    |

| Fecha 34               | Fecha 34  | Fecha 34                | Fecha 34                      | Fecha 34      | Fecha 34 |
| Local                  | Resultado | Visitante               | Estadio                       | Fecha         | Hora     |
| ---------------------- | --------- | ----------------------- | ----------------------------- | ------------- | -------- |
| Ferro Carril Oeste     | 0 - 0     | Aldosivi                | Arquitecto Ricardo Etcheverri | 15 de octubre | 15:30    |
| Gimnasia y Esgrima (J) | 0 - 1     | Deportivo Riestra       | 23 de Agosto                  | 15 de octubre | 15:30    |
| Quilmes                | 1 - 2     | Racing (C)              | Centenario Ciudad de Quilmes  | 15 de octubre | 15:30    |
| Brown de Adrogué       | 2 - 1     | Atlanta                 | Lorenzo Arandilla             | 15 de octubre | 15:30    |
| Estudiantes (BA)       | 0 - 2     | Tristán Suárez          | Ciudad de Caseros             | 15 de octubre | 15:30    |
| Atlético de Rafaela    | 1 - 1     | Chacarita Juniors       | Nuevo Monumental              | 15 de octubre | 15:30    |
| Deportivo Madryn       | 0 - 2     | Mitre (SdE)             | Abel Sastre                   | 15 de octubre | 15:30    |
| Villa Dálmine          | 0 - 1     | Chaco For Ever          | El Coliseo de Mitre y Puccini | 15 de octubre | 15:30    |
| Deportivo Maipú        | 0 - 1     | Independiente Rivadavia | Omar Higinio Sperdutti        | 15 de octubre | 15:30    |

## Final
Se disputó a un solo partido, en cancha neutral. El ganador se consagró campeón y ascendió a la Primera División. El perdedor pasó a la segunda fase del Torneo reducido por el segundo ascenso.
| Partido                                                                            | Partido       | Partido                 | Partido              | Partido       | Partido |
| Equipo 1                                                                           | Resultado     | Equipo 2                | Estadio              | Fecha         | Hora    |
| ---------------------------------------------------------------------------------- | ------------- | ----------------------- | -------------------- | ------------- | ------- |
| Almirante Brown                                                                    | 0 - 2 (t. s.) | Independiente Rivadavia | Mario Alberto Kempes | 29 de octubre | 18:00   |
| Independiente Rivadavia obtuvo el título de campeón y ascendió a Primera División. |               |                         |                      |               |         |

## Torneo reducido por el segundo ascenso
Se disputa por eliminación directa, en cuatro etapas (primera y segunda fase, semifinales y final). Tiene quince participantes.

### Cuadro de desarrollo
|  | Primera fase        | Primera fase           | Primera fase           |                     |   | Segunda fase            | Segunda fase         | Segunda fase         | Segunda fase         | Segunda fase         |  |   | Semifinales            | Semifinales           | Semifinales           | Semifinales           | Semifinales           |  |                 | Final           | Final          | Final          |  |
|  | 27 al 30 de octubre | 27 al 30 de octubre    | 27 al 30 de octubre    |                     |   | 5 al 13 de noviembre    | 5 al 13 de noviembre | 5 al 13 de noviembre | 5 al 13 de noviembre | 5 al 13 de noviembre |  |   | 20 al 26 de noviembre  | 20 al 26 de noviembre | 20 al 26 de noviembre | 20 al 26 de noviembre | 20 al 26 de noviembre |  |                 | 2 de diciembre  | 2 de diciembre | 2 de diciembre |  |
|  |                     |                        |                        |                     |   |                         |                      |                      |                      |                      |  |   |                        |                       |                       |                       |                       |  |                 |                 |                |                |  |
|  |                     |                        |                        |                     |   |                         |                      |                      |                      |                      |  |   |                        |                       |                       |                       |                       |  |                 |                 |                |                |  |
|  | 3.º-B               | Deportivo Maipú        | 1                      |                     |   |                         |                      |                      |                      |                      |  |   |                        |                       |                       |                       |                       |  |                 |                 |                |                |  |
|  | 3.º-B               | Deportivo Maipú        | 1                      |                     |   |                         |                      |                      |                      |                      |  |   |                        |                       |                       |                       |                       |  |                 |                 |                |                |  |
|  | 7.º-A               | San Martín (SJ)        | 0                      |                     |   |                         |                      |                      |                      |                      |  |   |                        |                       |                       |                       |                       |  |                 |                 |                |                |  |
|  | 7.º-A               | San Martín (SJ)        | 0                      |                     | 2 | Deportivo Maipú         | 1                    | 2                    | 3                    |                      |  |   |                        |                       |                       |                       |                       |  |                 |                 |                |                |  |
|  |                     |                        |                        |                     | 2 | Deportivo Maipú         | 1                    | 2                    | 3                    |                      |  |   |                        |                       |                       |                       |                       |  |                 |                 |                |                |  |
|  |                     |                        | 7                      | Temperley           | 2 | 0                       | 2                    |                      |                      |                      |  |   |                        |                       |                       |                       |                       |  |                 |                 |                |                |  |
|  | 2.º-B               | Chacarita Juniors      | 7                      | Temperley           | 2 | 0                       | 2                    | 1                    |                      |                      |  |   |                        |                       |                       |                       |                       |  |                 |                 |                |                |  |
|  | 2.º-B               | Chacarita Juniors      |                        |                     |   |                         |                      |                      |                      |                      |  |   |                        |                       |                       |                       |                       |  |                 |                 |                |                |  |
|  | 8.º-A               | Temperley              | 2                      |                     |   |                         |                      |                      |                      |                      |  |   |                        |                       |                       |                       |                       |  |                 |                 |                |                |  |
|  | 8.º-A               | Temperley              | 2                      |                     |   |                         |                      |                      |                      |                      |  | 2 | Deportivo Maipú (v.d.) | 0                     | 1                     | 1                     |                       |  |                 |                 |                |                |  |
|  |                     |                        |                        |                     |   |                         |                      |                      |                      |                      |  | 2 | Deportivo Maipú (v.d.) | 0                     | 1                     | 1                     |                       |  |                 |                 |                |                |  |
|  |                     |                        | 3                      | Estudiantes (RC)    | 0 | 1                       | 1                    |                      |                      |                      |  |   |                        |                       |                       |                       |                       |  |                 |                 |                |                |  |
|  | 4.º-A               | Estudiantes (RC)       | 3                      | Estudiantes (RC)    | 0 | 1                       | 1                    | 1                    |                      |                      |  |   |                        |                       |                       |                       |                       |  |                 |                 |                |                |  |
|  | 4.º-A               | Estudiantes (RC)       |                        |                     |   |                         |                      |                      |                      |                      |  |   |                        |                       |                       |                       |                       |  |                 |                 |                |                |  |
|  | 6.º-B               | Mitre (SdE)            | 0                      |                     |   |                         |                      |                      |                      |                      |  |   |                        |                       |                       |                       |                       |  |                 |                 |                |                |  |
|  | 6.º-B               | Mitre (SdE)            | 0                      |                     | 4 | Estudiantes (RC) (v.d.) | 0                    | 0                    | 0                    |                      |  |   |                        |                       |                       |                       |                       |  |                 |                 |                |                |  |
|  |                     |                        |                        |                     | 4 | Estudiantes (RC) (v.d.) | 0                    | 0                    | 0                    |                      |  |   |                        |                       |                       |                       |                       |  |                 |                 |                |                |  |
|  |                     |                        | 5                      | Atlético de Rafaela | 0 | 0                       | 0                    |                      |                      |                      |  |   |                        |                       |                       |                       |                       |  |                 |                 |                |                |  |
|  | 5.º-B               | Atlético de Rafaela    | 5                      | Atlético de Rafaela | 0 | 0                       | 0                    | 1                    |                      |                      |  |   |                        |                       |                       |                       |                       |  |                 |                 |                |                |  |
|  | 5.º-B               | Atlético de Rafaela    |                        |                     |   |                         |                      |                      |                      |                      |  |   |                        |                       |                       |                       |                       |  |                 |                 |                |                |  |
|  | 5.º-A               | Defensores de Belgrano | 0                      |                     |   |                         |                      |                      |                      |                      |  |   |                        |                       |                       |                       |                       |  |                 |                 |                |                |  |
|  | 5.º-A               | Defensores de Belgrano | 0                      |                     |   |                         |                      |                      |                      |                      |  |   |                        |                       |                       |                       |                       |  | Deportivo Maipú | Deportivo Maipú | 0              |                |  |
|  |                     |                        |                        |                     |   |                         |                      |                      |                      |                      |  |   |                        |                       |                       |                       |                       |  | Deportivo Maipú | Deportivo Maipú | 0              |                |  |
|  |                     |                        | Deportivo Riestra      | Deportivo Riestra   | 1 |                         |                      |                      |                      |                      |  |   |                        |                       |                       |                       |                       |  |                 |                 |                |                |  |
|  |                     |                        | Deportivo Riestra      | Deportivo Riestra   | 1 |                         |                      |                      |                      |                      |  |   |                        |                       |                       |                       |                       |  |                 |                 |                |                |  |
|  |                     |                        |                        |                     |   |                         |                      |                      |                      |                      |  |   |                        |                       |                       |                       |                       |  |                 |                 |                |                |  |
|  |                     |                        |                        |                     |   |                         |                      |                      |                      |                      |  |   |                        |                       |                       |                       |                       |  |                 |                 |                |                |  |
|  |                     | 1                      | Almirante Brown (v.d.) | 1                   | 0 | 1                       |                      |                      |                      |                      |  |   |                        |                       |                       |                       |                       |  |                 |                 |                |                |  |
|  |                     |                        |                        | 1                   | 0 | 1                       |                      |                      |                      |                      |  |   |                        |                       |                       |                       |                       |  |                 |                 |                |                |  |
|  |                     |                        | 8                      | Ferro Carril Oeste  | 1 | 0                       | 1                    |                      |                      |                      |  |   |                        |                       |                       |                       |                       |  |                 |                 |                |                |  |
|  | 2.°-A               | Agropecuario           | 8                      | Ferro Carril Oeste  | 1 | 0                       | 1                    | 0                    |                      |                      |  |   |                        |                       |                       |                       |                       |  |                 |                 |                |                |  |
|  | 2.°-A               | Agropecuario           |                        |                     |   |                         |                      |                      |                      |                      |  |   |                        |                       |                       |                       |                       |  |                 |                 |                |                |  |
|  | 8.°-B               | Ferro Carril Oeste     | 2                      |                     |   |                         |                      |                      |                      |                      |  |   |                        |                       |                       |                       |                       |  |                 |                 |                |                |  |
|  | 8.°-B               | Ferro Carril Oeste     | 2                      |                     |   |                         |                      |                      |                      |                      |  | 1 | Almirante Brown        | 0                     | 0                     | 0                     |                       |  |                 |                 |                |                |  |
|  |                     |                        |                        |                     |   |                         |                      |                      |                      |                      |  | 1 | Almirante Brown        | 0                     | 0                     | 0                     |                       |  |                 |                 |                |                |  |
|  |                     |                        | 4                      | Deportivo Riestra   | 2 | 2                       | 4                    |                      |                      |                      |  |   |                        |                       |                       |                       |                       |  |                 |                 |                |                |  |
|  | 4.º-B               | Quilmes                | 4                      | Deportivo Riestra   | 2 | 2                       | 4                    | 1                    |                      |                      |  |   |                        |                       |                       |                       |                       |  |                 |                 |                |                |  |
|  | 4.º-B               | Quilmes                |                        |                     |   |                         |                      |                      |                      |                      |  |   |                        |                       |                       |                       |                       |  |                 |                 |                |                |  |
|  | 6.º-A               | Gimnasia y Esgrima (M) | 0                      |                     |   |                         |                      |                      |                      |                      |  |   |                        |                       |                       |                       |                       |  |                 |                 |                |                |  |
|  | 6.º-A               | Gimnasia y Esgrima (M) | 0                      |                     | 3 | Quilmes                 | 1                    | 0                    | 1                    |                      |  |   |                        |                       |                       |                       |                       |  |                 |                 |                |                |  |
|  |                     |                        |                        |                     | 3 | Quilmes                 | 1                    | 0                    | 1                    |                      |  |   |                        |                       |                       |                       |                       |  |                 |                 |                |                |  |
|  |                     |                        | 6                      | Deportivo Riestra   | 1 | 1                       | 2                    |                      |                      |                      |  |   |                        |                       |                       |                       |                       |  |                 |                 |                |                |  |
|  | 3.º-A               | San Martín (T)         | 6                      | Deportivo Riestra   | 1 | 1                       | 2                    | 0                    |                      |                      |  |   |                        |                       |                       |                       |                       |  |                 |                 |                |                |  |
|  | 3.º-A               | San Martín (T)         |                        |                     |   |                         |                      |                      |                      |                      |  |   |                        |                       |                       |                       |                       |  |                 |                 |                |                |  |
|  | 7.º-B               | Deportivo Riestra      | 1                      |                     |   |                         |                      |                      |                      |                      |  |   |                        |                       |                       |                       |                       |  |                 |                 |                |                |  |
|  | 7.º-B               | Deportivo Riestra      | 1                      |                     |   |                         |                      |                      |                      |                      |  |   |                        |                       |                       |                       |                       |  |                 |                 |                |                |  |
|  |                     |                        |                        |                     |   |                         |                      |                      |                      |                      |  |   |                        |                       |                       |                       |                       |  |                 |                 |                |                |  |

### Primera fase
Los catorce participantes se enfrentaron a un solo partido, según un orden preestablecido (2.º de una zona con 8.º de la otra, 3.º con 7.º, 4.º con 6.º y 5.º con 5.º), actuando de local el mejor posicionado (en el caso de los dos quintos, se consideró el promedio de puntos por partido), el que, en caso de empate, fue el clasificado. Los siete ganadores pasaron a la segunda fase.

#### Partidos
| 27 de octubre, 21:30 | San Martín (T) | 0:1 (0:1) | Deportivo Riestra | Estadio La Ciudadela, San Miguel de Tucumán |                            |
|                      |                | Reporte   | 34' Romero        | Árbitro(s): Diego Ceballos                  | Árbitro(s): Diego Ceballos |

| 28 de octubre, 17:30 | Chacarita Juniors | 1:2 (1:1) | Temperley               | Estadio de Chacarita Juniors, Villa Maipú |                           |
|                      | Beltramone 12'    | Reporte   | 24' Arregui · 50' Nieto | Árbitro(s): Mario Ejarque                 | Árbitro(s): Mario Ejarque |

| 28 de octubre, 18:00 | Agropecuario | 0:2 (0:1) | Ferro Carril Oeste   | Estadio Ofelia Rosenzuaig, Carlos Casares |                           |
|                      |              | Reporte   | 18' Díaz · 85' Mosca | Árbitro(s): Pablo Giménez                 | Árbitro(s): Pablo Giménez |

| 28 de octubre, 21:30 | Quilmes                          | 1:0 (0:0) | Gimnasia y Esgrima (M) | Estadio Centenario Ciudad de Quilmes, Quilmes |                           |
| | Río 38' (partido complementario) | Reporte   |                        | Árbitro(s): José Carreras                     | Árbitro(s): José Carreras |
| Suspendido en el entretiempo, con el resultado 0 a 0, por agresión al arquero visitante desde la parcialidad local. Se completó el 4 de noviembre, a partir de las 13:00, en el estadio Ciudad de Vicente López, a puertas cerradas. |                                  |           |                        |                                               |                           |

| 29 de octubre, 16:00 | Deportivo Maipú | 1:0 (1:0) | San Martín (SJ) | Estadio Omar Higinio Sperdutti, Maipú |                             |
|                      | Agorreca 25'    | Reporte   |                 | Árbitro(s): Fabricio Llobet           | Árbitro(s): Fabricio Llobet |

| 29 de octubre, 19:00 | Estudiantes (RC) | 1:0 (1:0) | Mitre (SdE) | Estadio Antonio Candini, Río Cuarto |                         |
|                      | Silba 5'         | Reporte   |             | Árbitro(s): Nélson Sosa             | Árbitro(s): Nélson Sosa |

| 30 de octubre, 21:30 | Atlético de Rafaela | 1:0 (0:0) | Defensores de Belgrano | Estadio Nuevo Monumental, Rafaela |                          |
|                      | Bieler 66'          | Reporte   |                        | Árbitro(s): Juan Pafundi          | Árbitro(s): Juan Pafundi |

### Segunda fase
A los siete clasificados en la primera fase se sumó el perdedor de la final. Se confeccionó una tabla de ordenamiento según la posición y el promedio de puntos por partido que cada equipo consiguió en su respectiva zona, donde el perdedor de la final tuvo el primer lugar, y se enfrentaron los mejor contra los peor ubicados, sucesivamente (1 con 8, 2 con 7, 3 con 6 y 4 con 5). El mejor ubicado fue local en el segundo partido y, en caso de empate en el resultado global, fue el clasificado. Los cuatro ganadores pasaron a las semifinales.

#### Tabla de ordenamiento
Los equipos se ordenaron del 1 al 8, según la posición ocupada en su respectiva zona y el promedio de puntos por partido.
| Orden | Equipo              | Pos. | Prom. |
| ----- | ------------------- | ---- | ----- |
| 1     | Almirante Brown     | 1.º  | -     |
| 2     | Deportivo Maipú     | 3.º  | -     |
| 3     | Quilmes             | 4.º  | 1,558 |
| 4     | Estudiantes (RC)    | 4.º  | 1,527 |
| 5     | Atlético de Rafaela | 5.º  | -     |
| 6     | Deportivo Riestra   | 7.º  | -     |
| 7     | Temperley           | 8.º  | 1,472 |
| 8     | Ferro Carril Oeste  | 8.º  | 1,441 |

#### Partidos
| 5 de noviembre, 18:00 | Ferro Carril Oeste | 1:1 (0:0) | Almirante Brown | Estadio Arquitecto Ricardo Echeverri, Buenos Aires |                         |
|                       | Mosca 80'          | Reporte   | 46' Bazán       | Árbitro(s): Yamil Possi                            | Árbitro(s): Yamil Possi |

| 11 de noviembre, 16:15 | Almirante Brown | 0:0 (Global 1:1) | Ferro Carril Oeste | Estadio Fragata Presidente Sarmiento, San Justo |                          |
|                        |                 | Reporte          |                    | Árbitro(s): Jorge Baliño                        | Árbitro(s): Jorge Baliño |

| 5 de noviembre, 16:00 | Temperley              | 2:1 (0:0) | Deportivo Maipú | Estadio Alfredo Beranger, Turdera |                              |
|                       | Krüger 53' · Mazur 61' | Reporte   | 68' González    | Árbitro(s): Sebastián Zunino      | Árbitro(s): Sebastián Zunino |

| 12 de noviembre, 14:30 | Deportivo Maipú                   | 2:0 (1:0) (Global 3:2) | Temperley | Estadio Omar Higinio Sperdutti, Maipú |                           |
|                        | González 39' · Sambueza 83' (pen) | Reporte                |           | Árbitro(s): Darío Herrera             | Árbitro(s): Darío Herrera |

| 7 de noviembre, 15:30 | Deportivo Riestra | 1:1 (0:0) | Quilmes | Estadio Guillermo Laza, Buenos Aires |                                |
|                       | Romero 59'        | Reporte   | 67' Río | Árbitro(s): Sebastián Martínez       | Árbitro(s): Sebastián Martínez |

| 13 de noviembre, 19:00 | Quilmes | 0:1 (0:1) (Global 1:2) | Deportivo Riestra | Estadio Centenario Ciudad de Quilmes, Quilmes |                              |
|                        |         | Reporte                | 36' Goitia        | Árbitro(s): Luis Lobo Medina                  | Árbitro(s): Luis Lobo Medina |

| 8 de noviembre, 21:05 | Atlético de Rafaela | 0:0     | Estudiantes (RC) | Estadio Nuevo Monumental, Rafaela |                            |
|                       |                     | Reporte |                  | Árbitro(s): Carlos Córdoba        | Árbitro(s): Carlos Córdoba |

| 13 de noviembre, 21:05 | Estudiantes (RC) | 0:0 (Global 0:0) | Atlético de Rafaela | Estadio Antonio Candini, Río Cuarto |                           |
|                        |                  | Reporte          |                     | Árbitro(s): Pablo Giménez           | Árbitro(s): Pablo Giménez |

### Semifinales
La disputaron los cuatro clasificados en la segunda fase, los que se enfrentaron según el procedimiento empleado en la fase anterior.

#### Tabla de ordenamiento
Los equipos se ordenaron del 1 al 4, según la posición ocupada en su respectiva zona.
| Orden | Equipo            | Pos. |
| ----- | ----------------- | ---- |
| 1     | Almirante Brown   | 1.º  |
| 2     | Deportivo Maipú   | 3.º  |
| 3     | Estudiantes (RC)  | 4.º  |
| 4     | Deportivo Riestra | 7.º  |

#### Partidos
| 20 de noviembre, 17:00 | Deportivo Riestra        | 2:0 (0:0) | Almirante Brown | Estadio Guillermo Laza, Buenos Aires |                         |
|                        | Tovo 58' · Fernández 65' | Reporte   |                 | Árbitro(s): Ariel Penel              | Árbitro(s): Ariel Penel |

| 26 de noviembre, 17:00 | Almirante Brown | 0:2 (0:1) (Global 0:4) | Deportivo Riestra        | Estadio Fragata Presidente Sarmiento, San Justo |                           |
|                        |                 | Reporte                | 23' Goitía · 73' Dematei | Árbitro(s): Pablo Giménez                       | Árbitro(s): Pablo Giménez |

| 22 de noviembre, 19:00 | Estudiantes (RC) | 0:0     | Deportivo Maipú | Estadio Antonio Candini, Río Cuarto |                            |
|                        |                  | Reporte |                 | Árbitro(s): Nazareno Arasa          | Árbitro(s): Nazareno Arasa |

| 26 de noviembre, 17:00 | Deportivo Maipú | 1:1 (0:1) (Global 1:1) | Estudiantes (RC) | Estadio Omar Higinio Sperdutti, Maipú |                              |
|                        | Herrera 90+5'   | Reporte                | 43' Villalba     | Árbitro(s): Nicolás Lamolina          | Árbitro(s): Nicolás Lamolina |

### Final
La disputaron los dos clasificados en la semifinales, los que se enfrentaron a un solo partido en estadio neutral. El ganador consiguió el ascenso a la Primera División.

#### Partido
| 2 de diciembre, 17:00                             | Deportivo Maipú | 0:1 (0:0) | Deportivo Riestra | Estadio Juan Domingo Perón, Córdoba |                           |
|                                                   |                 | Reporte   | 60' Fernández     | Árbitro(s): Darío Herrera           | Árbitro(s): Darío Herrera |
| Deportivo Riestra ascendió a la Primera División. |                 |           |                   |                                     |                           |

## Goleadores
| Jugador         | Equipo                  | Goles | Jugada | Cabeza | T. libre | Penal |
| --------------- | ----------------------- | ----- | ------ | ------ | -------- | ----- |
| Alex Arce       | Independiente Rivadavia | 26    | 11     | 2      | 2        | 11    |
| Nicolás Benegas | Defensores de Belgrano  | 17    | 12     | 0      | 0        | 5     |
| Emanuel Dening  | San Martín (T)          | 15    | 7      | 2      | 0        | 6     |
| Claudio Bieler  | Atlético de Rafaela     | 14    | 5      | 2      | 1        | 6     |
| Lázaro Romero   | Deportivo Riestra       | 14    | 6      | 3      | 0        | 5     |
| Martín Pino     | Guillermo Brown         | 14    | 9      | 4      | 0        | 1     |